# Neogótico

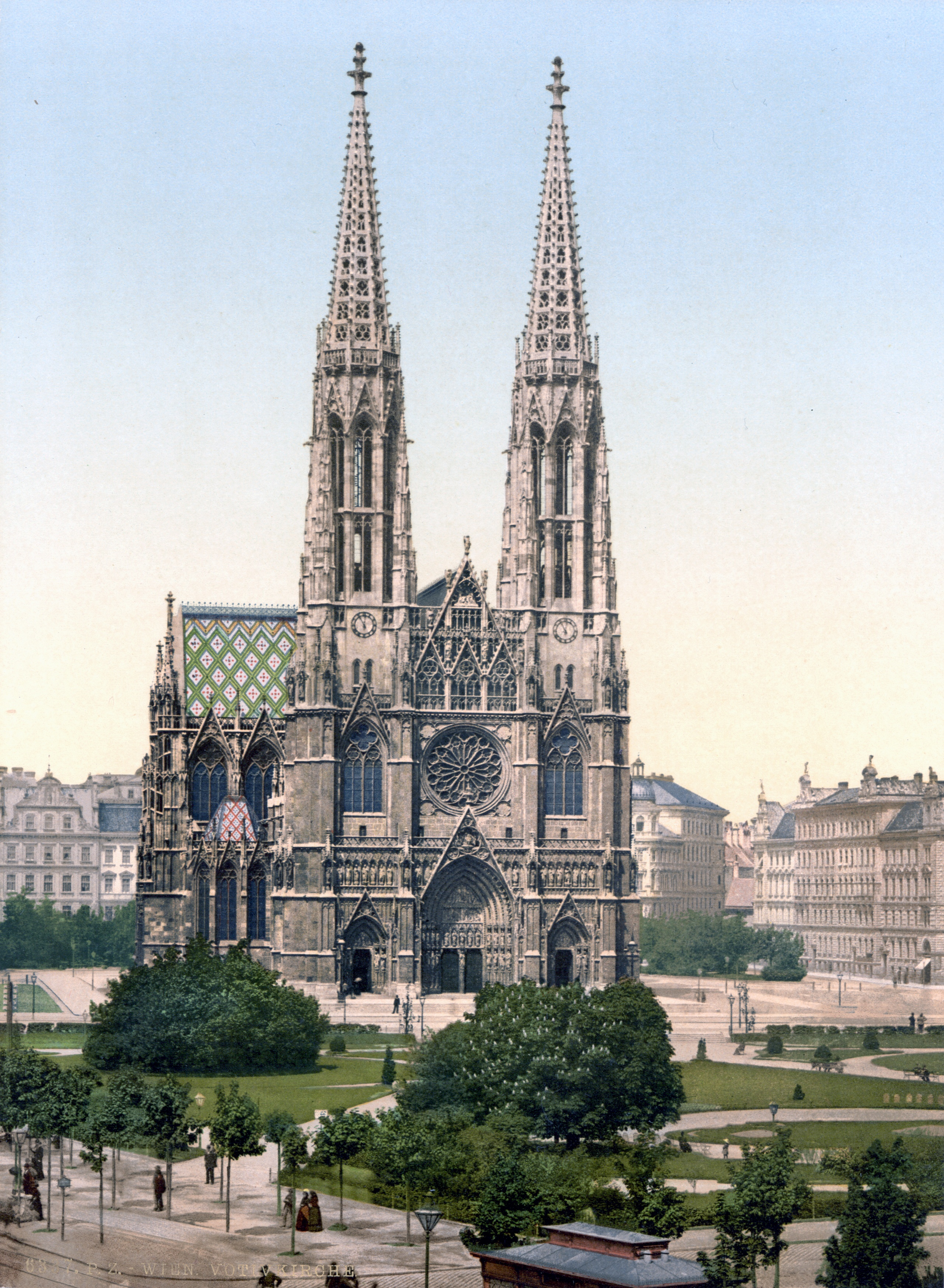
A Igreja Votiva em Viena (Áustria)

Neogótico ou revivalismo gótico é um estilo de arquitetura revivalista originado em meados do século XVIII na Inglaterra. No século XIX, estilos neogóticos progressivamente mais sérios e instruídos procuraram reavivar as formas góticas medievais, em contraste com os estilos clássicos dominantes na época.
O movimento de revivalismo gótico teve uma influência significativa na Europa e nas Américas, e talvez tenha sido construída mais arquitetura gótica revivalista nos séculos XIX e XX do que durante o movimento gótico original.

## Origem
A arquitetura da Idade Média gótica, na Alemanha e na França , continuou a ter influência até o início do século XVII; a partir desse momento, no continente europeu, praticamente desapareceu. Somente na Inglaterra continuou a exercer a sua influência. Na segunda parte do século XVI e ao longo do século XVII, o clima político favoreceu numerosas tentativas de criação de novas ordens nacionais baseadas em modelos antigos. No século XVIII, todo o movimento de procura de novas ordens «passou para o campo da arquitectura não clássica; assim, até mesmo encomendas góticas e chinesas foram colocadas em circulação".
Os puristas, por outro lado, voltaram à natureza e não apenas de forma ideal. Assim, em 1776, Charles Ribart de Chamoust apresentou seu L'Ordre François trouvé dans la Nature ao rei Luís XVI da França. Em seu ensaio, Ribart propôs uma forma primitiva de construção, certamente influenciada pelas teorias de Rousseau e Laugier. Segundo a sua história, a ordem quase não é da sua invenção, na verdade ele ter-se-ia deparado com algo que está implícito na natureza . Mas a ordem também é nacional. Esta última palavra era relativamente nova e, com a intensificação da cultura eclética na segunda metade do século XVIII, o conceito de nacional assumiu gradualmente o significado de não clássico. Ao mesmo tempo, a arquitetura nacional passou a ser caracterizada como arquitetura indígena, espontânea, natural, em oposição à arquitetura estrangeira, importada e bizarra. A teoria da origem natural do gótico também foi posteriormente adotada pelo geólogo escocês Sir James Hall, que afirmou que "certas formas rústicas, que diferem muito do original grego, podem ter sugerido formas góticas".
Esta teoria foi rejeitada pelo filósofo alemão Friedrich Schlegel, segundo o qual "a arquitetura gótica desenvolveu-se a partir da arquitetura paleocristã e românica através do trabalho do espírito gótico".

## Continuidade e ressurgimento
A afirmação do sentimento como antítese da razão e a exaltação, pelo movimento alemão Sturm und Drang, da liberdade do génio, levou os românticos a rejeitar regras e modelos clássicos. O neogótico desenvolveu-se inicialmente na literatura, depois consolidou-se também no campo arquitetónico. Considera-se geralmente que a arquitetura gótica nasceu com a Basílica de Saint-Denis, em Paris, em 1140, e terminou sua carreira como estilo dominante no início do século XVI. Contudo, a arquitetura gótica não morreu completamente, perdurando em diversos outros projetos de catedrais e na construção de templos rurais em distritos isolados da França, Inglaterra, Espanha, Alemanha e na Polônia.

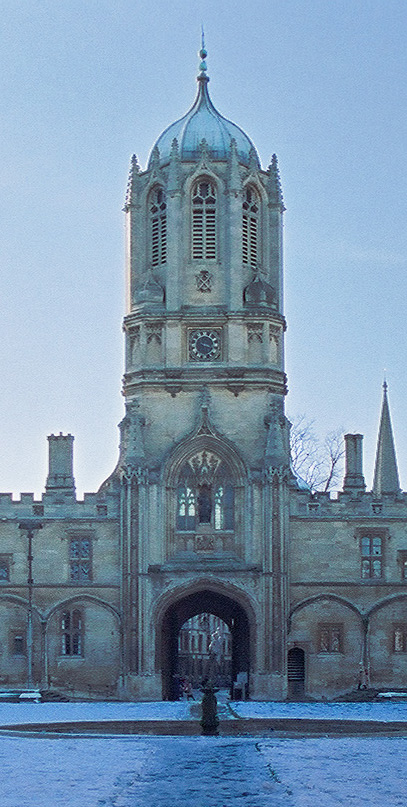
Torre Tom, de Sir Christopher Wren

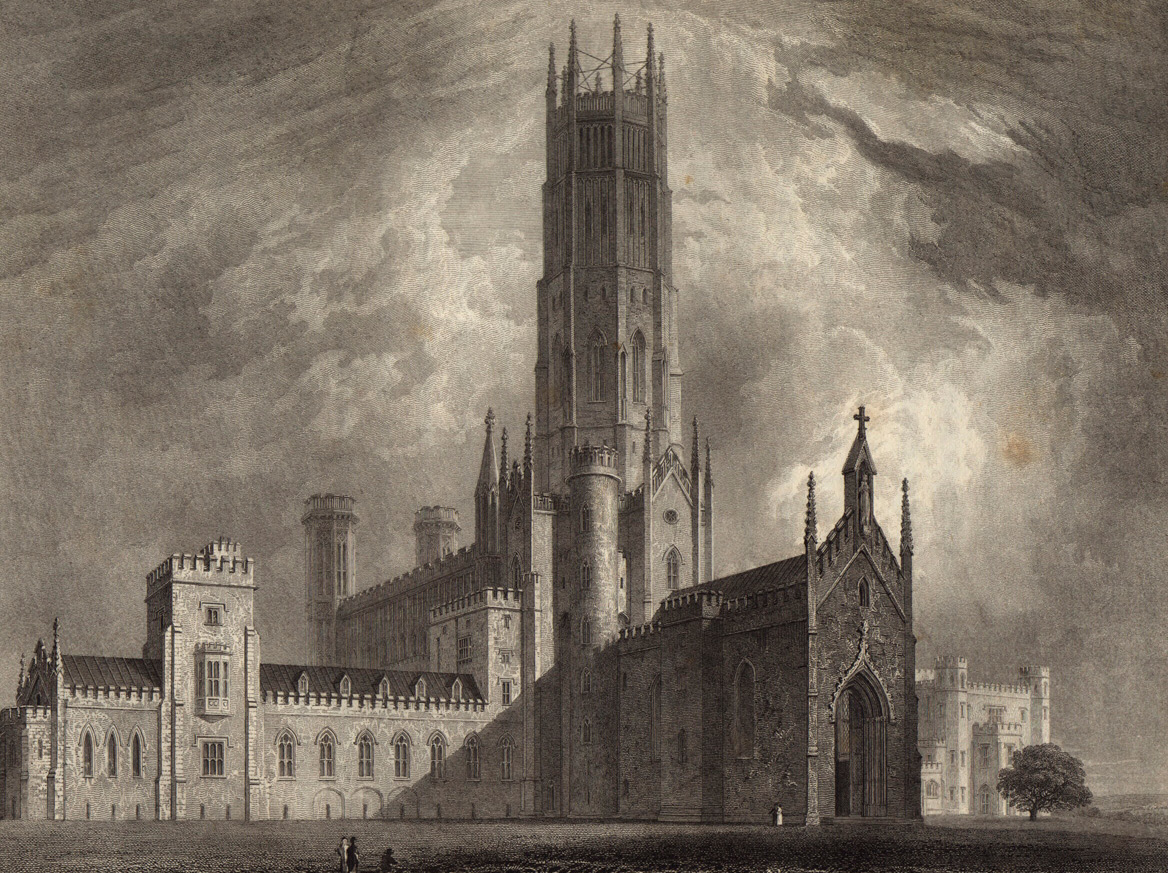
A desaparecida Abadia de Fonthill

Em Bolonha, o arquiteto barroco Carlo Rainaldi construiu em 1646 abóbadas góticas (completadas em 1658) para a Basílica de San Petronio, que estava em construção desde 1390; ali o contexto gótico da estrutura suplantou considerações a respeito de estilos mais contemporâneos. Da mesma forma, arquitetura gótica sobreviveu em ambientes urbanos durante o fim do século XVII, como é evidente em Oxford e Cambridge, onde reformas e acréscimos neogóticos aos edifícios foram considerados mais adequados ao estilo das estruturas originais do que poderia ser o barroco vigente na época. A Torre Tom de Sir Christopher Wren, no Christ Church College da Universidade de Oxford, e mais tarde as torres ocidentais da Abadia de Westminster, de Nicholas Hawksmoor, confundem as fronteiras entre o gótico remanescente e o neogótico recém-criado.
A consequente redescoberta da Idade Média, entendida como um período de intensa espiritualidade e de lutas pela afirmação dos povos, levou a uma reavaliação da arquitectura gótica, termo que até então tinha implicado um significado negativo, o de arte bárbara. Em meados do século XVIII, com o surgimento do romantismo, um crescente interesse sobre a Idade Média, relíquias e curiosidades antigas. Entre alguns eruditos influentes deu margem a uma abordagem mais apreciativa quanto a algumas manifestações artísticas medievais, começando com a arquitetura, a arte funerária da nobreza, vitrais e manuscritos iluminados. Outras artes góticas continuaram a ser consideradas bárbaras e rudes, como a tapeçaria e o trabalho em metal. Na literatura inglesa, o revivalismo gótico e o romantismo deram origem à novela gótica, gênero inaugurado por O Castelo de Otranto (1764) de Horace Walpole, e inspirado em um gênero de poesia medieval que parece emergir da poesia pseudo-bárdica do Ossian. Poemas como Idílios do Rei, de Alfred Tennyson, projetam temas modernos em cenários medievais dos romances Arturianos. Na literatura germânica o revivalismo gótico também teve raízes em tendências literárias.
Associações sentimentais e nacionalistas com figuras históricas foram tão fortes, neste início de ressurgimento, como interesses puramente estéticos. Alguns poucos britânicos, e logo alguns alemães, começaram a apreciar o caráter pitoresco das ruínas — o pitoresco começava a ser uma qualidade estética — e os efeitos suavizantes do tempo. Os detalhes góticos da Villa Twickenham, de Walpole, apelavam para os gostos rococó da época. Por volta de 1770 arquitetos completamente neoclássicos como Robert Adam e James Wyatt foram capazes de prover detalhes góticos para salas, bibliotecas e capelas para uma visão romântica de uma abadia gótica, a Abadia de Fonthill, em Wiltshire. O Castelo de Inveraray, construído em 1746 com projeto de William Adam, assinala os primeiros sinais neogóticos na Escócia. O estilo Gothick era uma manifestação do artificialismo pitoresco encontrado em outras artes — estes templos ornamentais e casas de verão ignoravam a lógica estrutural do verdadeiro edifício gótico e eram com efeito construções Palladianas, apenas com arcos de ogiva.
A geração posterior tomou mais a sério a arquitetura gótica, e abriu caminho para publicações sobre história da arquitetura eclesiástica na Inglaterra que receberam diversas edições e ainda eram republicadas em 1881, caso da Attempt to discriminate the styles of English architecture from the Conquest to the Reformation, preceded by a sketch of the Grecian and Roman orders, with notices of nearly five hundred English buildings, de Thomas Rickman, escrita em 1814.

## Romantismo e Nacionalismo
O neogótico francês nasceu como um aspecto menor da anglomania, começando por volta de 1780. Quando Alexandre de Laborde, erudito francês, disse que "a arquitetura gótica tem uma beleza própria", a ideia era nova para a maioria dos leitores franceses. Em 1828 Alexandre Brogniart, diretor da Manufatura de Sèvres, realizou diversos esmaltes de grandes proporções para a capela real de Luis Felipe.

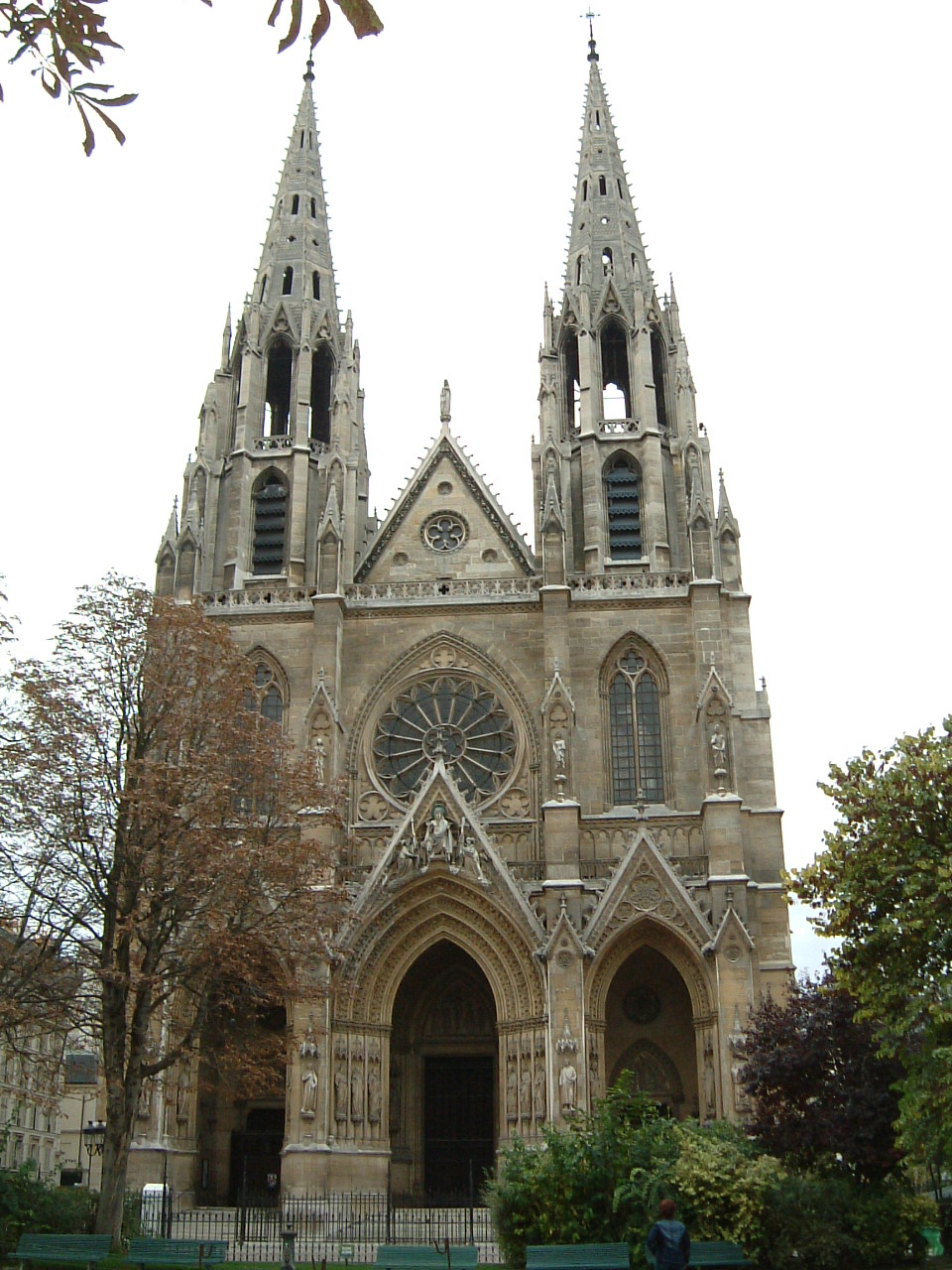
Basílica de Santa Clotilde, Paris

Arcisse de Caumont lançou sólidas bases para o ressurgimento gótico na França, fundando a Societé des Antiquaires de Normandy, e publicando um grande trabalho sobre arquitetura normanda em 1830. No ano seguinte apareceu a novela de Victor Hugo, Notre Dame de Paris, onde a grande catedral francesa era de uma só vez cenário e protagonista desta obra de ficção que ganhou enorme popularidade. No mesmo ano a monarquia francesa criou o posto de Inspetor-Geral de Monumentos Antigos, ocupado em 1833 por Prosper Merimée, que se tornaria o secretário de uma nova comissão que incumbiria Eugène Viollet-le-Duc de relatar as condições da Abadia de Vézelay, em 1840. A seguir Viollet-le-Duc começaria então a restaurar os edifícios mais simbólicos da França, incluindo a Catedral de Notre Dame, Vézelay, a Cidadela de Carcassone, o Castelo Roquetaillade, a Abadia do Monte Saint-Michel e o Palácio Papal de Avinhão.
Para o primeiro edifício neogótico significativo na França, a Basílica de Santa Clotilde, em Paris, iniciada em 1846 e consagrada em 1857, o arquiteto escolhido foi, significativamente, de origem alemã, François-Christian Gau (1790–1853). Enquanto isso, na Alemanha, começou a renascer o interesse pela Catedral de Colônia, iniciada em 1248 e ainda inacabada na época. Os trabalhos reiniciaram em 1824, marcando a entrada alemã na corrente revivalista. Reichensperger não tinha dúvidas quanto à posição central da catedral na cultura germânica; "A Catedral de Colônia é alemã em sua essência, é um monumento nacional no sentido mais amplo da palavra, e provavelmente o monumento mais esplêndido que nos foi transmitido do passado".

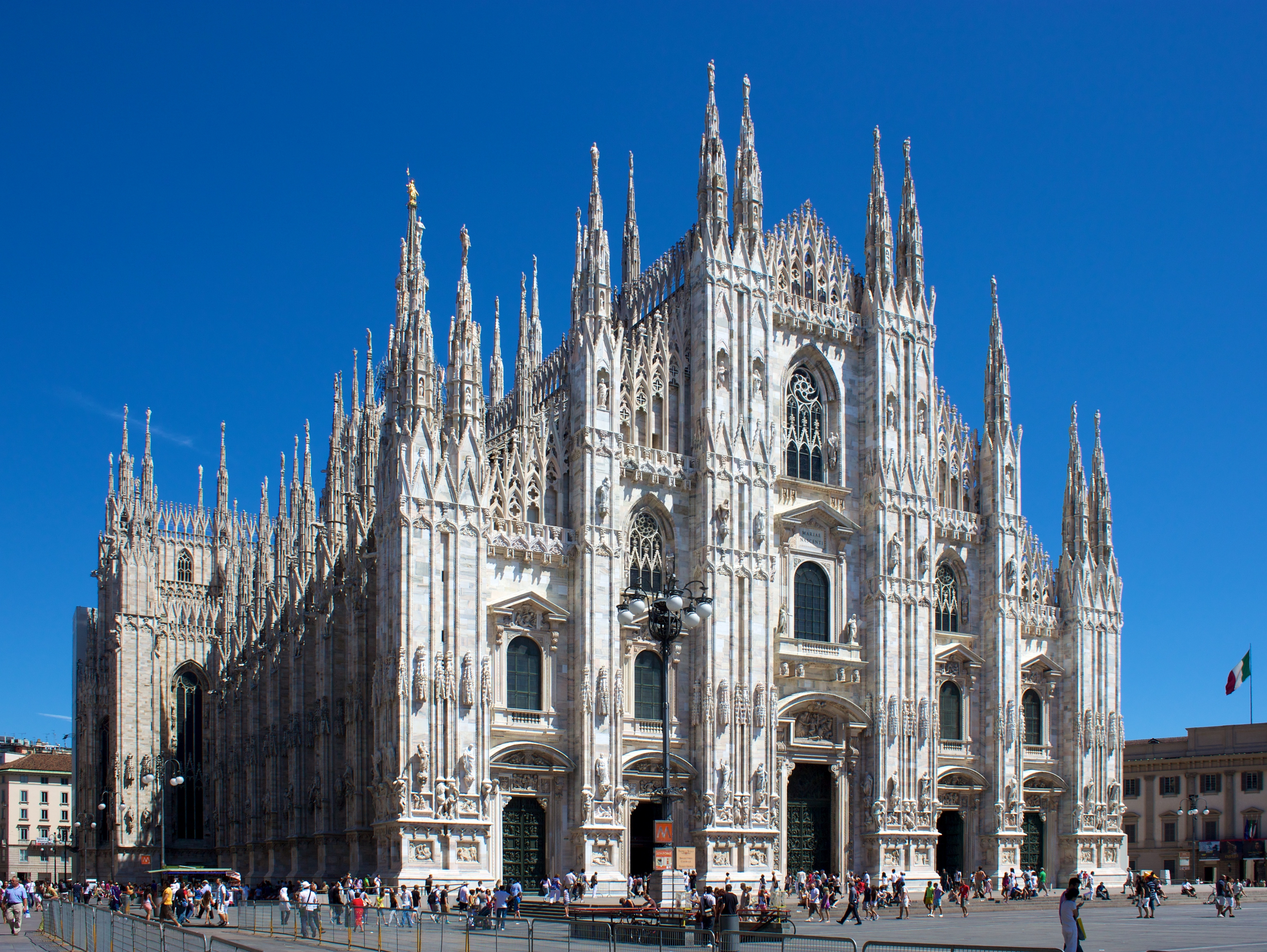
Fachada do Duomo de Milão, construída no início do século XIX

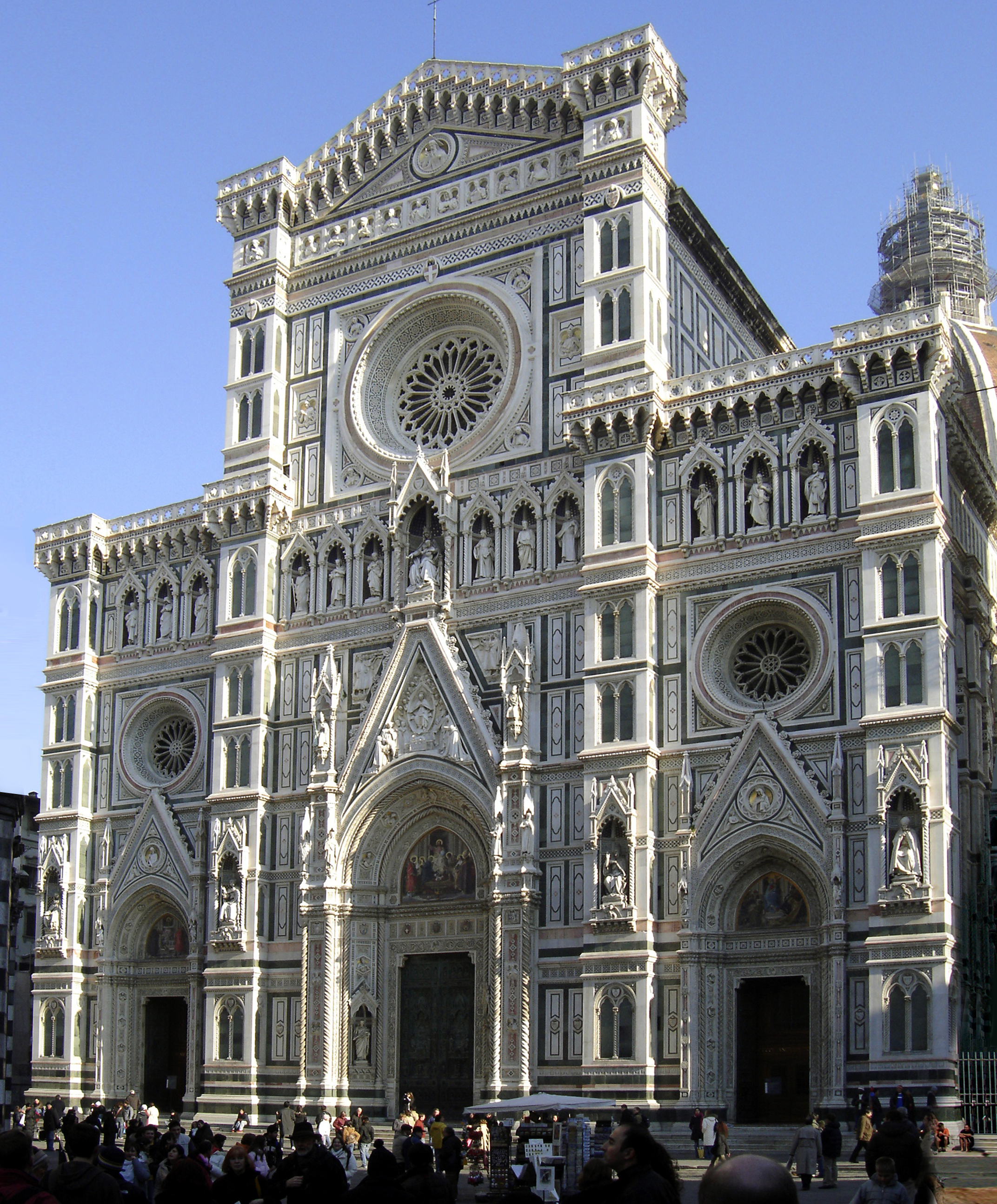
Fachada do Duomo de Florença, construída no fim do século XIX

A Catedral de São Vito em Praga, iniciada em 1344, também foi concluída em meados do século XIX e início do século XX. Em Florença, a parcialmente completa fachada do Duomo, erguida para as núpcias entre as casas Medici e Lorena em 1588-1589, foi desmantelada, e assim permaneceu até 1864, quando foi organizado um concurso para definir uma nova fachada, mais afeita ao estilo da estrutura de Arnolfo di Cambio e ao campanário ao lado. O vencedor deste concurso foi Emilio de Fabris, que terminou as obras em 1887 com a policromia e mosaicos que hoje vemos. Nos Estados Unidos, a primeira igreja neogótica foi a Trinity Church on the Green, em New Haven, Connecticut. Foi projetada por Ithiel Town entre 1812 e 1814, enquanto ele estava construindo sua igreja central em estilo federalista.
Por causa do nacionalismo romântico no início do século XIX, os alemães, franceses e ingleses reivindicaram a arquitetura gótica original como originária de seus próprios países. Os ingleses cunharam o termo "Early English" para "gótico", um termo que implicava que a arquitetura gótica era uma criação inglesa. Em sua edição de 1832 de Notre Dame de Paris, o autor Victor Hugo disse "vamos inspirar na nação, se for possível, o amor pela arquitetura nacional", implicando que o gótico era um patrimônio nacional da França. Na Alemanha, com a conclusão da Catedral de Colônia na década de 1880, em sua época o edifício mais alto do mundo, a catedral era vista como o auge da arquitetura gótica. Outras grandes finalizações de catedrais foram a Regensburgo (com torres gêmeas concluídas de 1869 a 1872), a de Ulm (com uma torre de 161 metros de 1890) e a Catedral de São Vito em Praga (1844-1929).
O neogótico não se limitou à arquitetura. Mobília neogótica é encontrável na Inglaterra desde c. 1740, como por exemplo na mansão de Lady Promfet em Arlingtons Street, Londres, e a Abbotsford, de Sir Walter Scott, exemplifica o gótico regência em seu mobiliário. Decorações neogóticas foram produzidas com baixo custo em papel de parede e cerâmicas. O catálogo da Grande Exposição de 1851 está repleto de objetos em estilo neogótico, desde rendados e tapetes até maquinaria pesada.

## A influência de Pugin e Ruskin

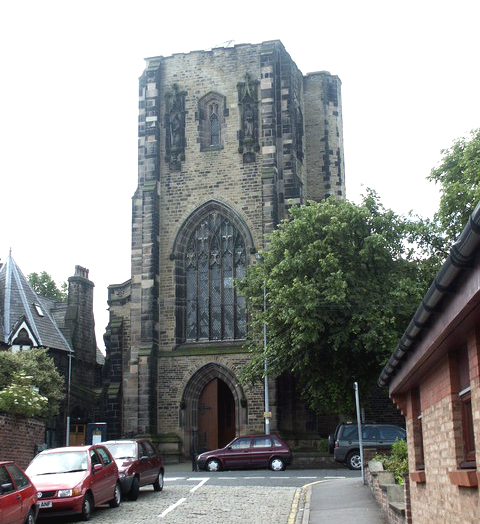
St. Alban, Macclesfield, desenhada por Pugin

No fim da década de 1820, ainda um jovem, Augustus Pugin trabalhava para dois empregadores muito conhecidos, fornecendo desenhos góticos para objetos de luxo. Para Morel e Seddon, moveleiros reais, ele criou desenhos góticos para a redecoração de ambientes no Palácio de Windsor. Para o ourives real Rundell Bridge & Co. ele fez desenhos para pratarias a partir de 1828, usando um vocabulário formal gótico anglo-francês, o qual ele ainda seguiria em produções posteriores para o novo Palácio de Westminster. Entre 1821 e 1838 ele e seu pai publicaram uma série de volumes sobre desenho arquitetural. O título do primeiro era Specimens of Gothic Architecture, e os 3 seguintes receberam o nome de Exemples of Gothic Architecture, que seriam reimpressos e permaneceriam como padrão para revivalistas góticos por pelo menos um século. Em Contrasts Pugin manifestou sua admiração não só pela arte medieval, mas por todo o ethos medieval, dizendo que a arquitetura gótica era o produto de uma sociedade mais pura. Pugin acreditava que o gótico era uma arquitetura verdadeiramente cristã, e até mesmo afirmou que "o arco ogival era produto da fé católica". Seu edifício mais famoso é as Casas do Parlamento, em Londres, que ele desenhou em dois períodos entre 1836 e 1852, junto com seu colaborador Charles Barry. Pugin encarregou-se das decorações e Barry do arcabouço simétrico do edifício.
John Ruskin complementou as idéias de Pugin em seus dois livros, que tiveram enorme influência: The Seven Lamps of Architecture (1849) e The Stones of Venice (1853). Encontrando seu ideal arquitetônico em Veneza, Ruskin propôs que os edifícios góticos suplantavam toda outra arquitetura por causa do "sacrifício" dos pedreiros em esculpir com grande minúcia cada pedra. Ruskin fez pela arquitetura civil o que Pugin fez pela religiosa. Sua obra-prima é o projeto de decoração interna e externa do novo edifício do Parlamento, que havia sido destruído por um incêndio em 1834.

## Viollet-le-Duc e o gótico metálico

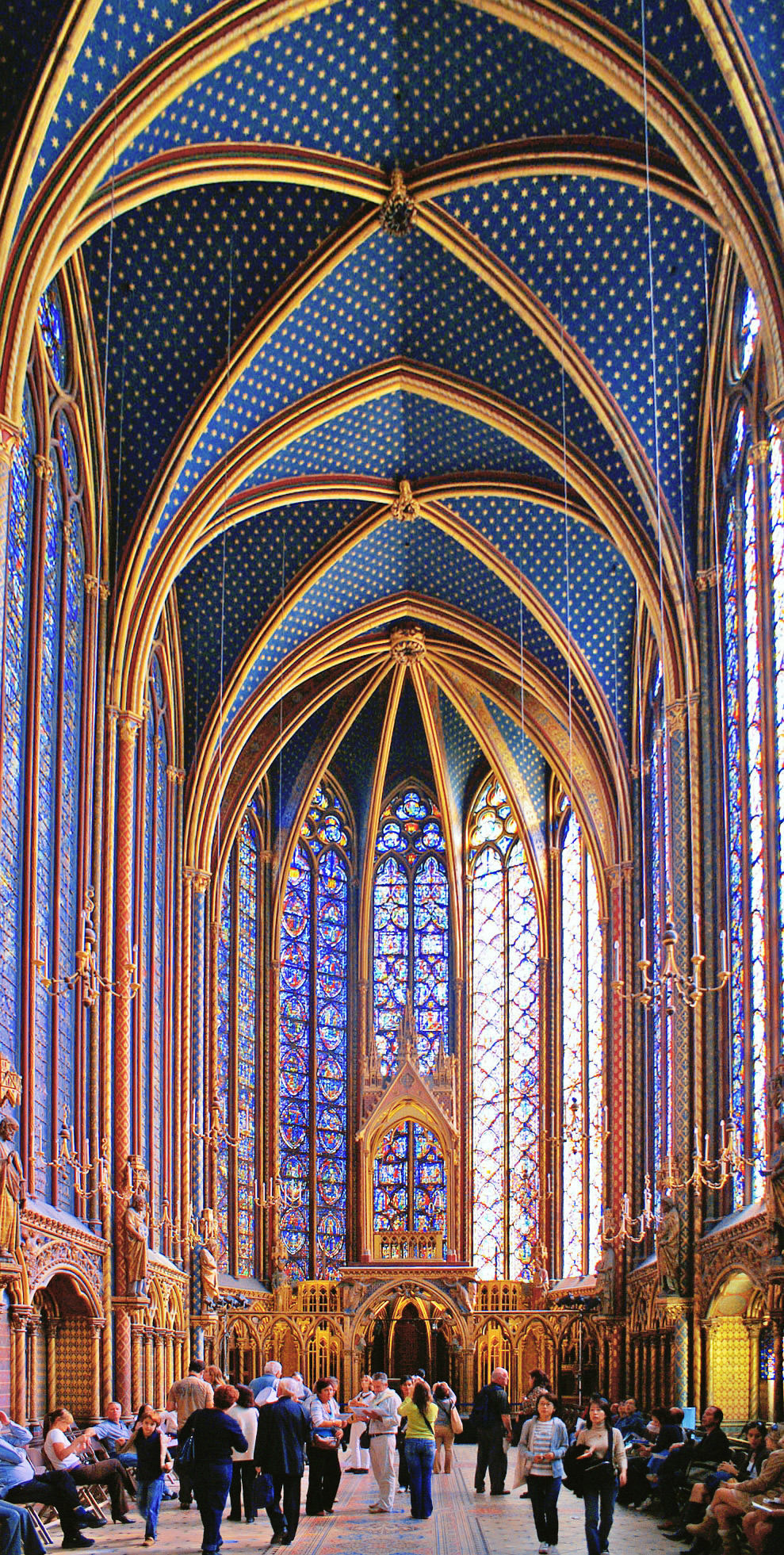
Sainte-Chapelle, restaurada por Viollet-le-Duc

Mesmo não tendo a França participado do movimento desde seus inícios, ela foi capaz de produzir um ativista incomparável na pessoa de Eugène Viollet-le-Duc. Sendo ao mesmo tempo um arquiteto de primeira linha e um teórico influente e poderoso, seu talento especial residiu no terreno da restauração. Ele considerava válido restaurar edifícios a um estado de completude que não foi conhecido nem mesmo por seus criadores originais, e aplicou suas teorias em Notre Dame, em Carcassone e na Sainte-Chapelle, onde não hesitou em substituir elementos originais da cantaria medieval. Sua abordagem lógica do gótico estava em flagrante contraste com as origens românticas do movimento, e foi considerada por alguns como um prelúdio para a honestidade estrutural típica do modernismo.
Ao longo de toda a sua carreira ele permaneceu num impasse a respeito da propriedade da combinação de metal e pedra na construção de um edifício. Na verdade o ferro vinha sendo usado desde o início do revivalismo, mas com Ruskin e as exigências do gótico arqueológico a respeito da verdade estrutural, o ferro, seja aparente ou não, foi considerado inadequado para uma edificação gótica. Este argumento começou a ser derrubado em meados do século XIX, à medida que foram sendo erguidas grandes estruturas pré-fabricadas como o Palácio de Cristal, de ferro e vidro, e o pátio envidraçado da Universidade de Oxford, e que pareceram encarnar princípios góticos através do ferro. Entre 1863 e 1872 Viollet-le-Duc publicou seus Entretiens sur l’architecture, um conjunto de ousados projetos para edifícios que combinavam ferro e pedra. Embora a maioria jamais tenha sido construído efetivamente, influenciaram diversas gerações de desenhistas e arquitetos, especialmente Gaudí na Espanha e Bucknall na Inglaterra. A flexibilidade e força proporcionadas pelas estruturas de metal possibilitaram aos projetistas neogóticos novas soluções estruturais que teriam sido impossíveis apenas com a pedra.

## Eclesiologia
Na Inglaterra a Igreja nacional estava experimentando um ressurgimento da ideologia e ritualismo anglo-católicos na forma do Movimento de Oxford, e se tornou desejável que se construísse muitas igrejas novas para reunir a população em crescimento, o que encontrou imediatamente muitos apoiadores nas universidades onde o movimento eclesiológico estava se formando. Seus proponentes afirmavam que o gótico era o único estilo adequado para uma igreja paroquial, e privilegiaram um momento específico na era gótica, o gótico decorado. A revista do movimento, The Ecclesiologist, era tão ácida em suas críticas a toda edificação que não se alinhasse aos seus padrões rigorosos que chegou a tomar corpo um movimento chamado gótico arqueológico, que produziu alguns dos prédios mais convincentemente medievais de toda a corrente neogótica.
Mesmo com toda esta influência, o movimento revivalista não teve uma uniformidade de princípios. Alguns advogavam uma inspiração eclesiológica estrita, enquanto outros se contentavam com o aspecto puramente estético, combinando-o com outros estilos ou adotando simplificações.

## Neogótico Alemão

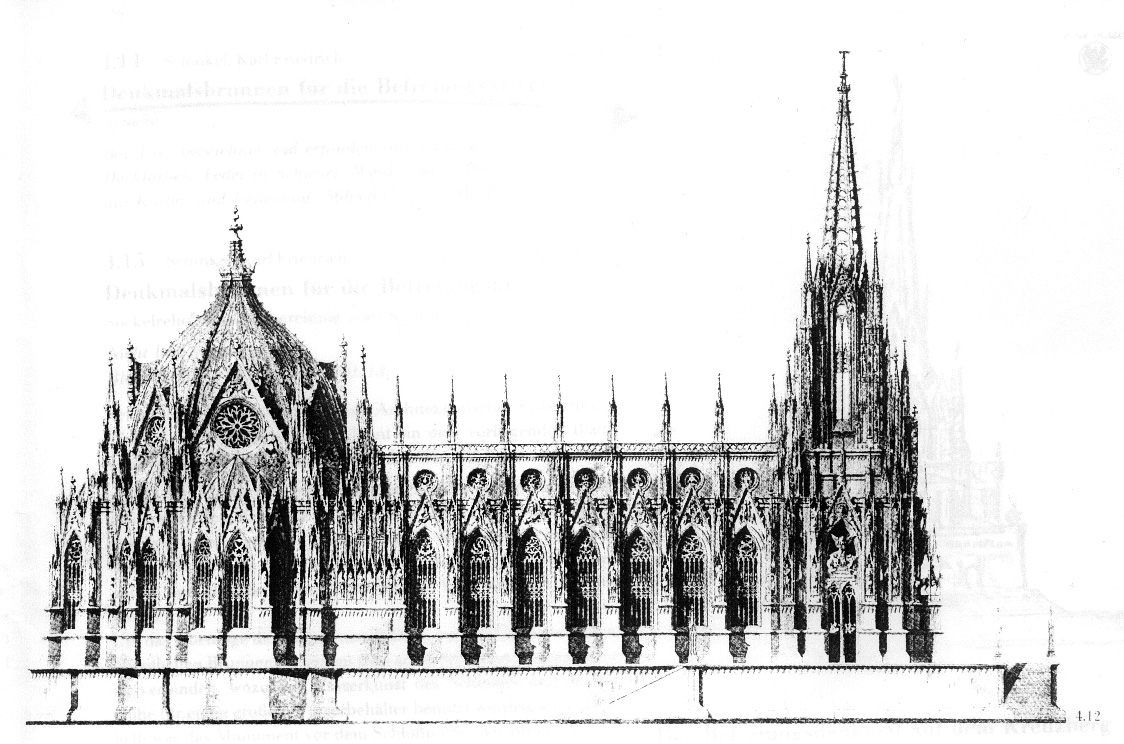
Plano não realizado para uma catedral nacional alemã em Berlim, Karl Friedrich Schinkel (1815)

Até meados do século XVIII, não existia um “problema gótico” na Alemanha: os teóricos da arquitectura, ligados aos modelos italianos e a Vitrúvio, tendiam a rejeitar com desdém o que Jacques-François Blondel definia de « estilo monstruoso e inadmissível que, na época dos nossos pais, era comumente praticado sob o nome de “gótico”».
Nos primórdios do neogótico, o uso de formas góticas, utilizadas de forma rigorosamente simplificada e contaminadas por elementos da arquitetura renascentista, ainda não havia sido extinto. O chamado Nachgotik (gótico póstumo) do jesuíta Christoph Wamser (1575-1649) e alguns outros goticistas pertencentes à sua mesma ordem, afirmam representar «não tanto o renascimento consciente de um estilo irremediavelmente morto, mas a adesão consciente a um estilo que ainda está vivo". Desde que a teoria artística começou a distinguir entre arquitetura antiga, medieval e moderna, o gótico foi visto não apenas como um “estilo sem regras”, mas também como um “estilo naturalista”. Devido a esta acentuação sentimental, criou-se uma afinidade íntima entre os jardins ingleses e as capelas, castelos e todos aqueles elementos góticos que começaram a povoá-los.

### Primeiras manifestações
Na Alemanha, os primeiros jardins paisagísticos de modelo inglês com ruínas artificiais, ermidas e claustros, e os demais elementos típicos do jardim gótico, surgiram por volta de 1760. A primeira criação deste tipo foi o Parque Wörlitz, no Elba, onde também fica o castelo (1769- 1773| 73) está no estilo inglês. Na Alemanha, entretanto, Gótico não é apenas uma moda bizarra, mas é considerado algo único e incomparável. Em 1772, Goethe escreveu um pequeno ensaio sobre arquitetura alemã (Von deutscher Baukunst), no qual reivindicava a paternidade exclusiva do estilo de verdadeira arte para o mundo germânico, e indicava quão exemplar é a Catedral de Estrasburgo, do arquiteto Erwin von Steinbach.
Goethe concebeu o estilo gótico como um contraste com o estilo românico e como uma expressão de sentimentos profundos e do que é expresso pela palavra alemã Gemüt (alma, natureza, sentimento). Para o famoso escritor, o gótico era o conceito do autônomo, do simples, do puro e do elementar, daquilo que para Johann Joachim Winckelmann (e logo depois também para Goethe) significava  Arte grega. Portanto, os artistas do período romântico-classicista tinham como referência a arte grega e a Idade Média gótica, como remédio contra a superficialidade e a decadência do século XVIII.
Goethe com uma recuperação prodigiosa das formas clássicas criou o idílio alemão de um mundo que só poderia ser idílico porque excluía as forças dinâmicas da história para se estabelecer como estase, equilíbrio absoluto, um delimitado e concluído círculo de uma humanidade que tinha o seu centro em si mesma.

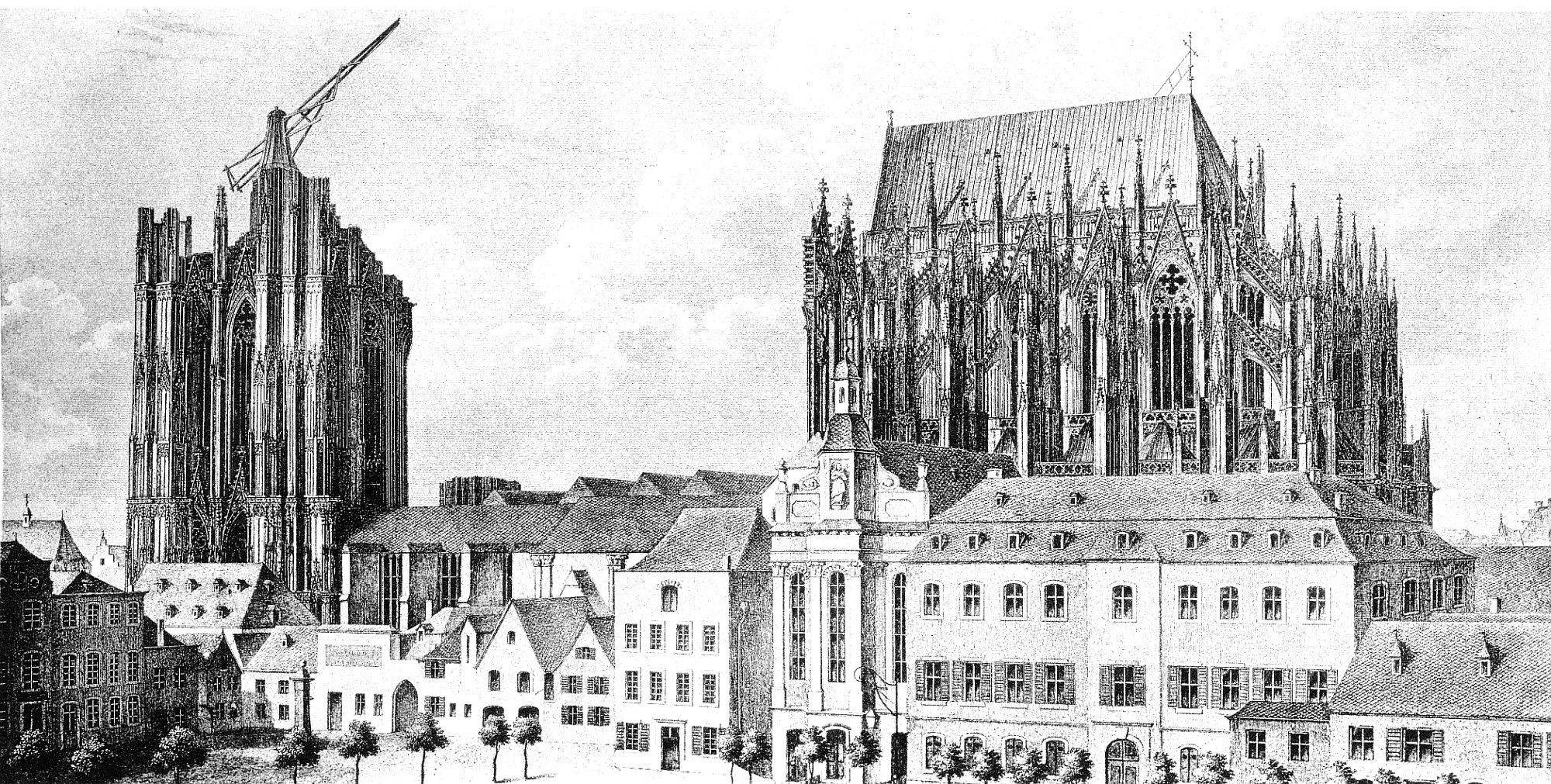
A Catedral de Colônia em 1824, pouco antes da retomada dos trabalhos

### Do cosmopolitismo neoclássico ao nacionalismo neogótico
Na Alemanha, o neogótico foi influenciado por impulsos nacionalistas. A renovação e reconstrução do Castelo de Marienburg (1817-1842), sede original da Ordem dos Cavaleiros Teutónicos, onde foi construída uma torre neogótica, surge como um regresso possuir raízes. O mesmo vale para a Catedral de Colônia, concluída em 1880. Esta última, um exemplo espetacular, foi construída no modelo francês da Catedral de Beauvais (tanto em Beauvais como em Colônia, as obras foram suspensas no século XVI após a construção do coro e alguns outros fragmentos). O projeto foi retomado em 1842 após a descoberta de alguns desenhos originais entre 1814 e 1816. Uma peculiaridade da Catedral de Colónia, além do forte verticalismo da estrutura, é a utilização da arquitetura em ferro em algumas estruturas portantes com o objetivo de garantir maior estabilidade ao grandioso edifício.
Em competição com a conclusão da igreja em Colónia, a Votivkirche em Viena foi construída do zero. Concluído no final do século XIX, segue com extrema precisão os cânones do gótico germânico. A construção é coerente e sem contradições, a tal ponto que é precisamente a sua homogeneidade estilística que a torna típica da idade moderna: na Idade Média, um projecto semelhante teria inexoravelmente enfrentado interrupções e dúvidas.

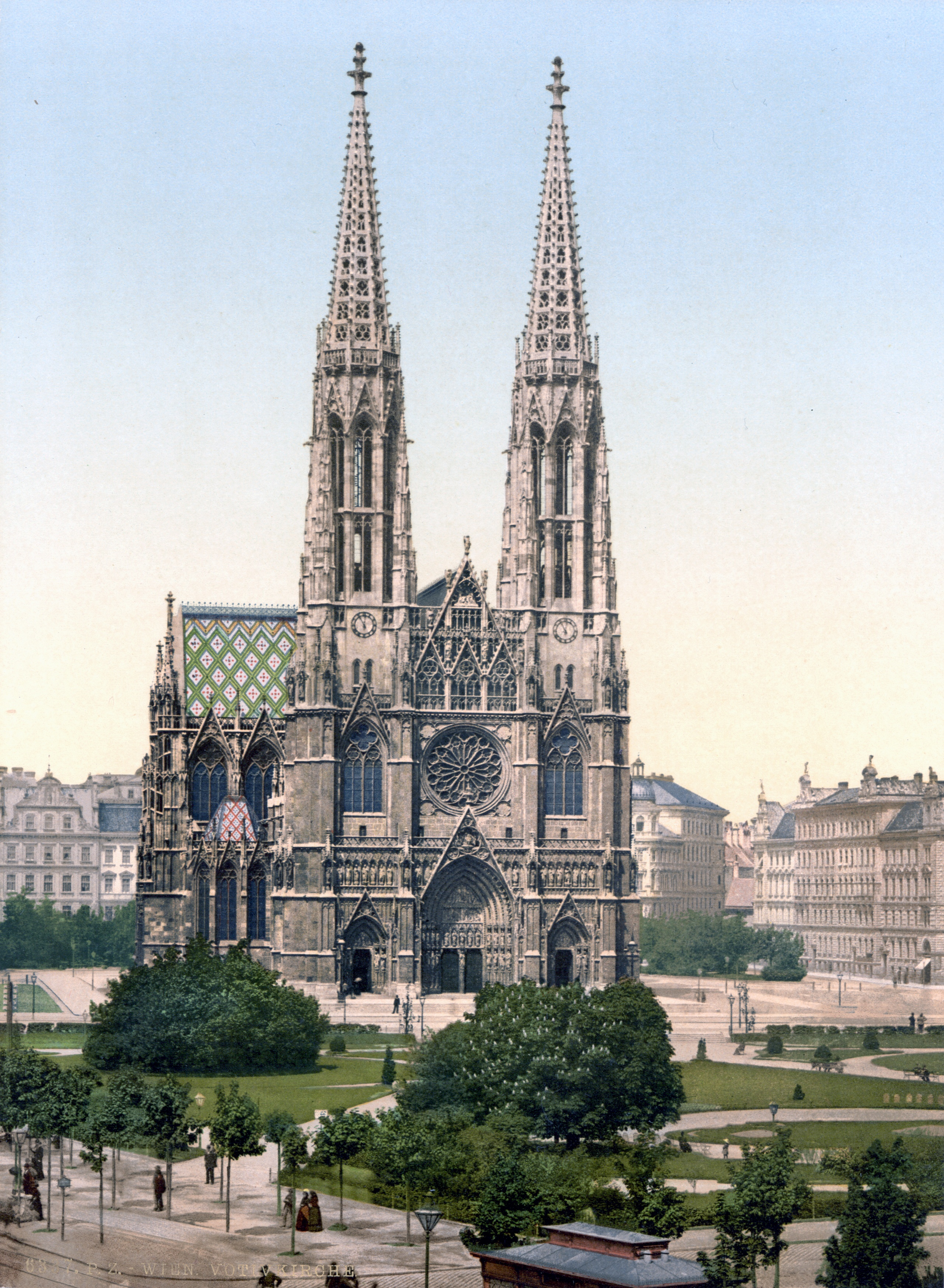
A Votivkirche de Viena

Outro edifício famoso do Império Austro-Húngaro é o Parlamento de Budapeste: depois de 1867, o governo húngaro, tendo alcançado autonomia da Áustria, mandou construir o palácio ao longo das margens do  Danúbio . O edifício, único no seu género, integra uma enorme cúpula ao estilo de Brunelleschi num aparato de formas puramente góticas, com arcobotantes e pináculos.

## Neogótico francês

### As origens
Na França, onde o rococó tinha raízes mais profundas do que na Inglaterra, a reação manifestou-se de formas muito mais violentas, começando a partir da segunda metade do século XVIII, no debate iluminismo como momento de enfrentamento decisivo. A educação artística quis devolver toda inspiração a uma condição original. Assim Abade Laugier resumiu o conceito «Tenons nous au simple et au naturel»: onde simplicidade é igual a racionalidade  e por natureza queremos dizer o próprio mundo da física. Ao mesmo tempo, Laugier reavaliou a arquitetura grega e a ordem dórica e a arquitetura gótica.
Ange-Jacques Gabriel foi o primeiro, entre os grandes arquitetos franceses, a se voltar para uma linguagem mais clássica; a partir da década de 1760 e durante a década de 1770, no Palácio de Versalhes construiu o Castelo do Petit Trianon, uma obra-prima da arquitetura neoclássica e no Teatro de a obra real de Versalhes, onde adotou decorações sóbrias inspiradas na antiguidade. Mas a primeira obra que poderia ser definida de alguma forma como neo-gótica foi o chamado Pantheon em Paris do arquiteto Jacques-Germain Soufflot, que tinha declarado querer aliar a ordem grega à «leveza que se admira em muitos edifícios góticos».

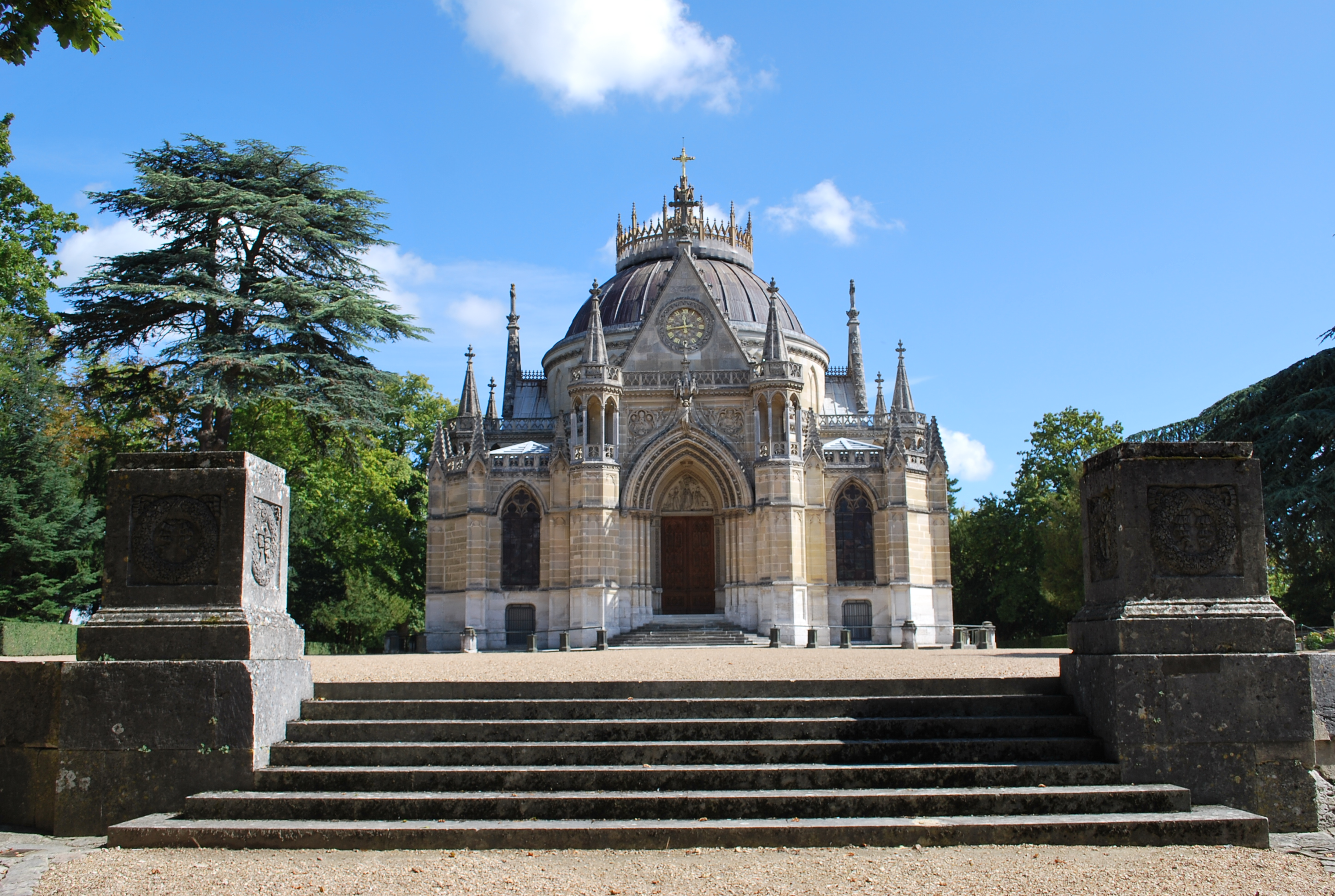
A Capela Real de Dreux (1816-1830)

### A afirmação do neogótico na França
Em 1802 foi publicada a obra apologética Génie du Christianisme de René de Chateaubriand, que marcou um momento de forte renascimento do sentimento religioso no católico e que é considerado por muitos como o início do renascimento gótico na França.
Contudo, uma verdadeira afirmação do neogótico na França se manifestará na era do Romântico (portanto depois de Napoleão), a partir da década de 1820. No entanto, a produção arquitectónica é limitada no domínio civil, relegando este estilo sobretudo à construção de numerosas igrejas. Os resultados mais importantes, porém, estão registrados no intenso trabalho de restauração dos grandes edifícios góticos na França, cujo arquiteto principal foi Viollet-le-Duc. Por exemplo, ele interveio na famosa Catedral de Notre-Dame em Paris, criando inúmeras estátuas para a fachada e erguendo a [[Pináculo da Catedral de Notre-Dame em Paris | igreja] ]; Na verdade, Viollet-le-Duc realiza as suas intervenções com o intuito de completar a obra de acordo com o pensamento dos designers originais.

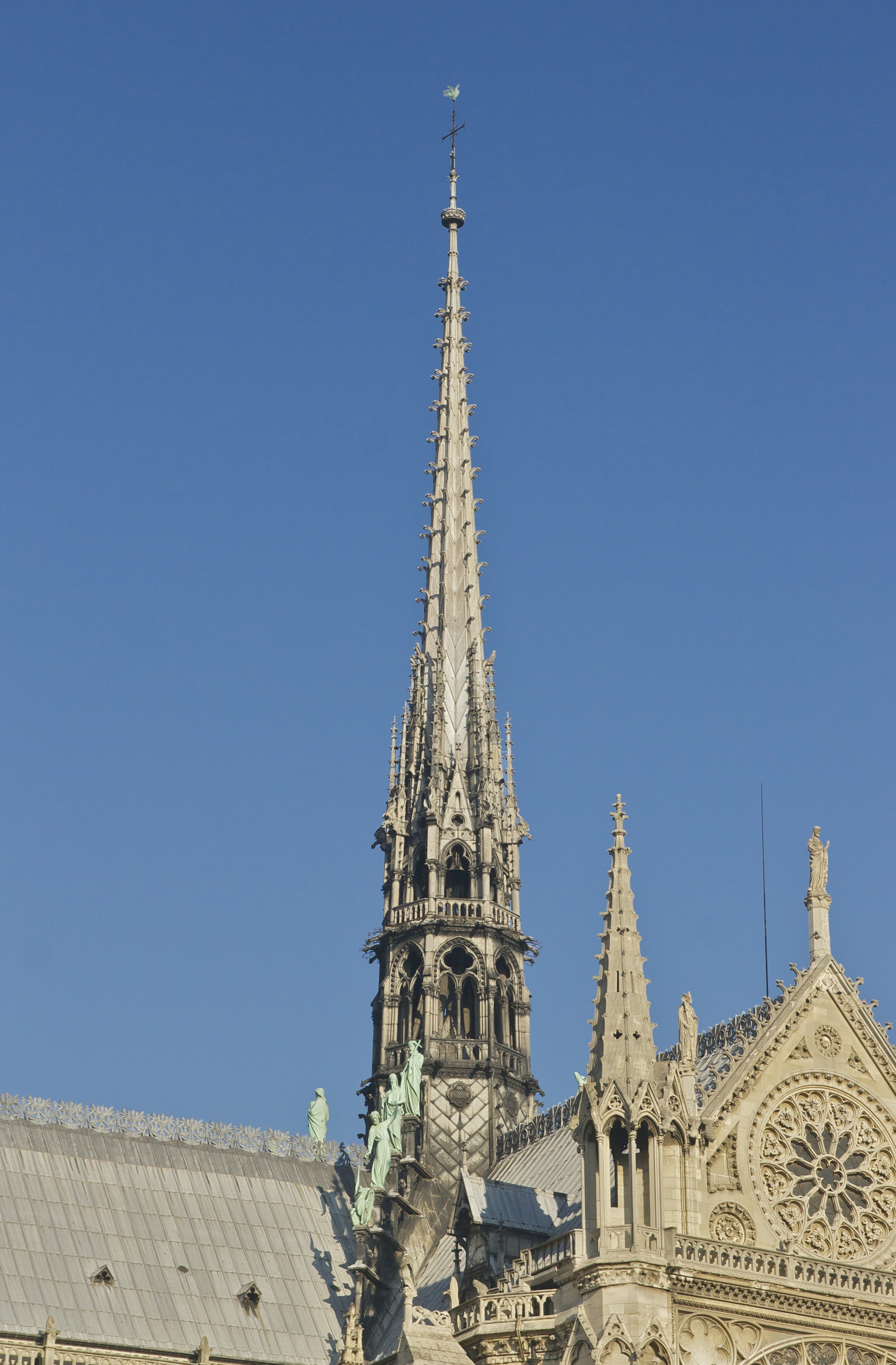
A flèche da catedral de Notre-Dame em Paris

Outras restaurações importantes de Le-Duc são as da Sainte-Chapelle em Paris, da Basílica de Vézelay, da cidadela medieval de Carcassonne e da  Basílica de Saint-Denis, local de sepultamento dos governantes franceses.
A conclusão da Catedral de Notre-Dame de Rouen também é importante: para a cobertura decidiu-se construir uma grande torre metálica neogótica, apesar da tenaz resistência de Viollet-le -Duc, antes defensor de uma intervenção destinada a completar a catedral seguindo as intenções dos construtores medievais. A escolha de alguma forma anuncia o surgimento da arquitetura em ferro, produção artística que se estabelecerá na França neste período.

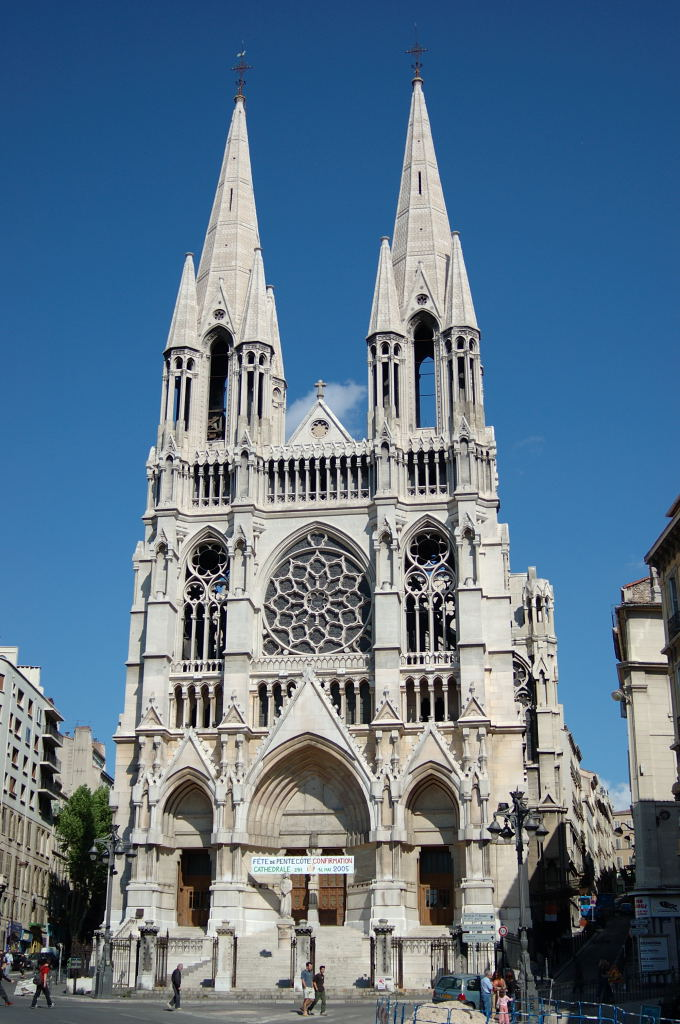
A Église des Réformés, ou Église “Saint-Vincent-de-Paul” de Marselha (1852-1888)

## Século XX
Em torno de 1872 o revivalismo gótico estava maduro o bastante na Inglaterra para que Charles Locke Eastlake, um influente professor, produzisse uma História do Revivalismo Gótico, mas um ensaio mais extenso seria publicado apenas em 1928 por Kenneth Clark, no qual ele descreveu o neogótico como "o movimento artístico mais difundido e influente que a Inglaterra já produziu".

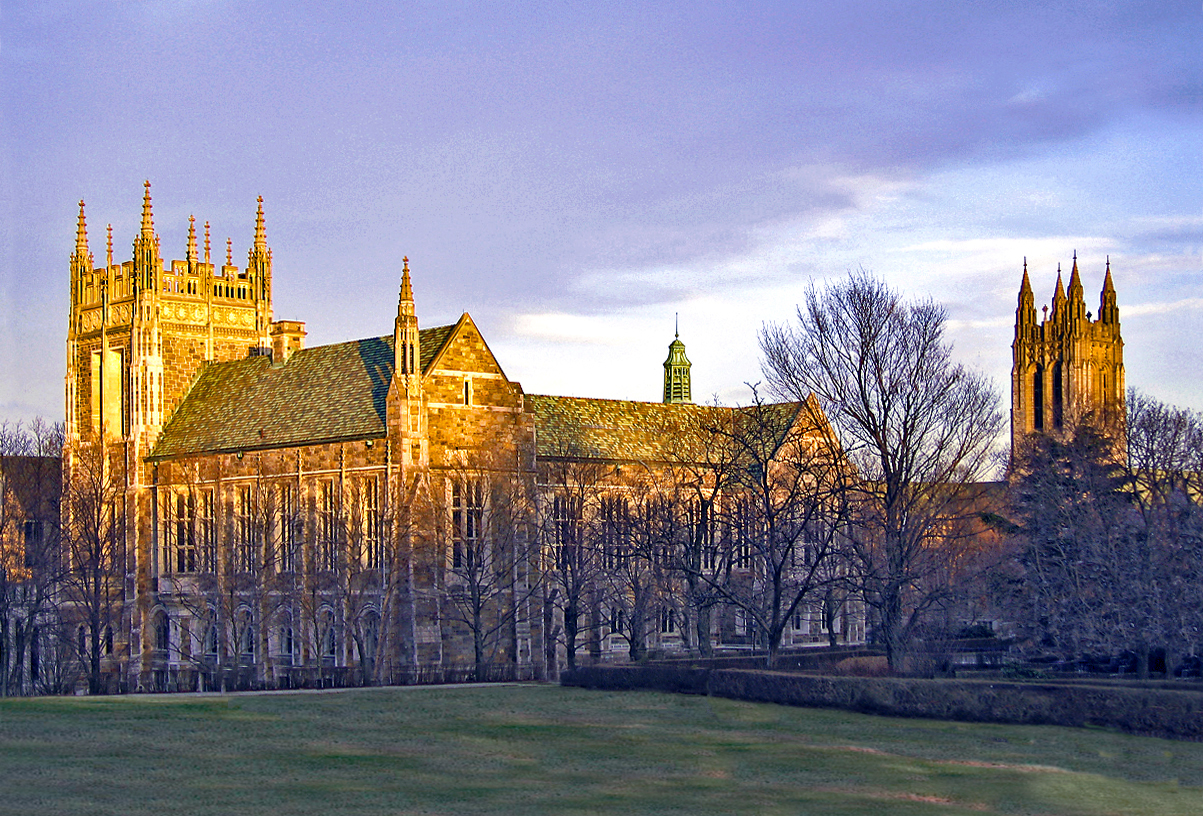
Prédios do Boston College

Na virada do século XX, desenvolvimentos tecnológicos como a lâmpada elétrica, o elevador e a estrutura metálica levaram muitos arquitetos a considerar a cantaria pesada como obsoleta. Estruturas de ferro assumiram as funções de abóbadas de nervuras e arcobotantes. Alguns usaram decorações neogóticas para adornar esqueletos metálicos subjacentes, como no caso do arranha-céu Woolworth Building de Cass Gilbert, de 1913, em Nova Iorque, e a Tribune Tower de Raymond Hood, em Chicago, de 1922.
Em torno da metade do século o neogótico havia sido suplantado pelo modernismo. Não obstante, o revivalismo gótico continuou a exercer influência, até porque alguns de seus projetos mais importantes ainda estavam em fase de construção na segunda metade do século, como a Catedral de Liverpool, de Giles Gilbert Scott. A reconstrução do campus da Universidade de Yale por James Gamble Rodgers, e os primeiros prédios do Boston College, de Charles Donagh Maginnis, contribuíram para estabelecer uma tradição neogótica na arquitetura de educandários americanos.
Um arquiteto importante como Ralph Adams Cram, autor da ambiciosa Catedral de São João, o Divino, em Nova Iorque, afirmou que "o estilo concebido e aperfeiçoado por nossos ancestrais é incontestavelmente uma herança nossa". Embora o número de novos projetos neogóticos declinasse rapidamente, alguns ainda apareceram, como a Catedral de Bury St. Edmunds, construída entre 1950 e 2000.

## No Brasil

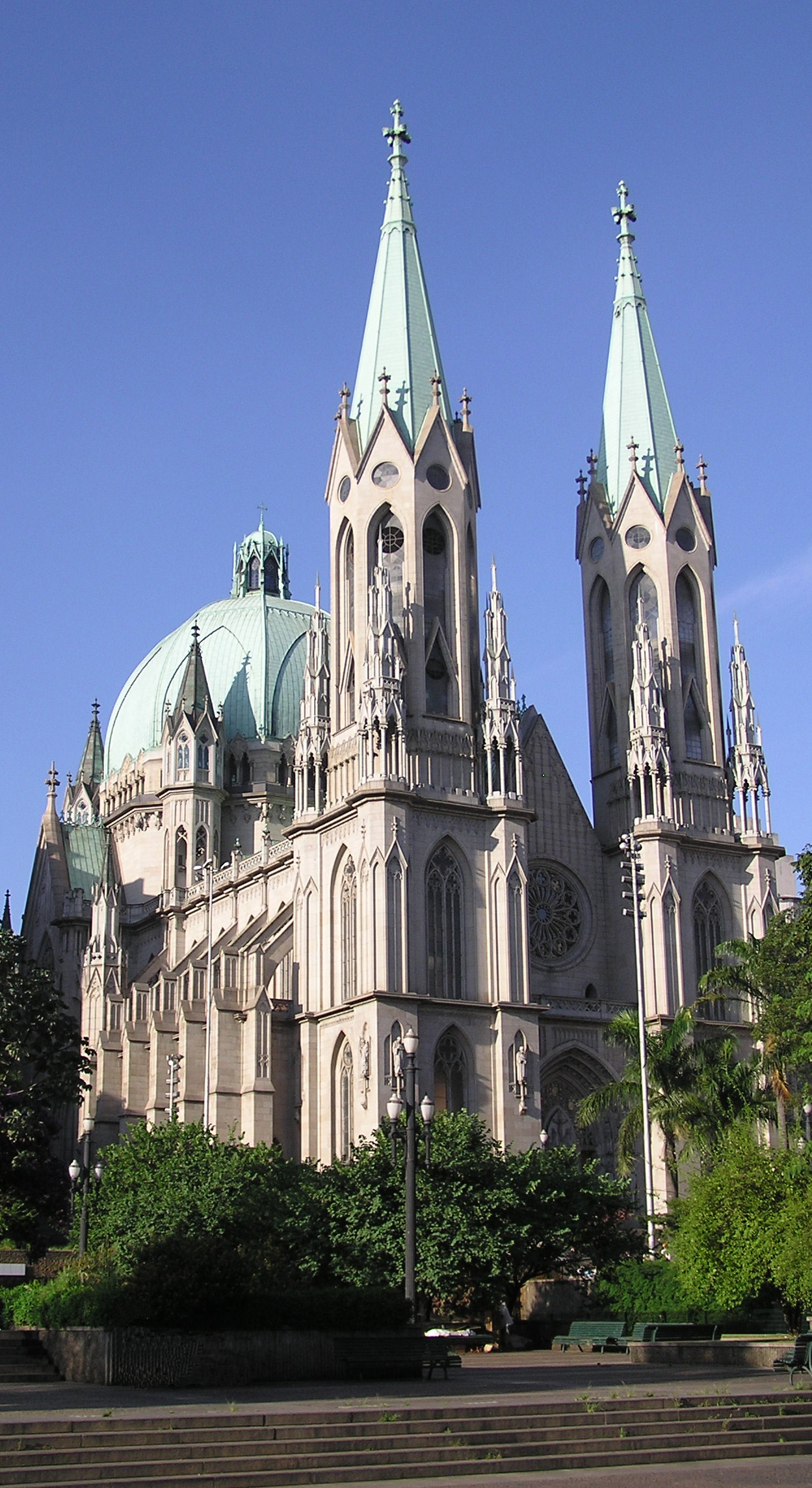
Catedral de São Paulo

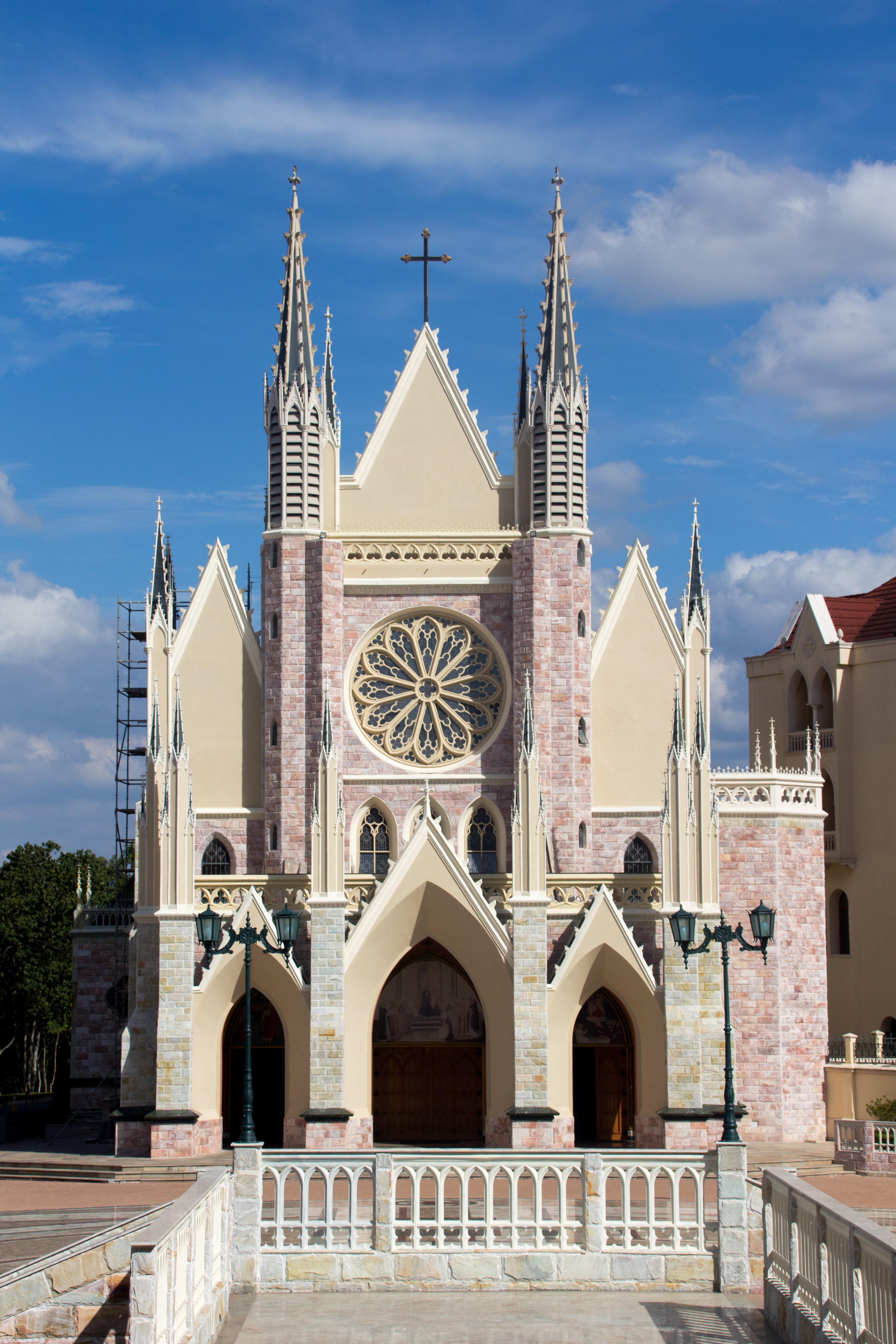
Basílica Menor de Nossa Senhora do Rosário de Fátima, Construída pelos Arautos do Evangelho na divisa entre Cotia e Embu das Artes-SP

O neogótico popularizou-se no Brasil perto do final do reinado de D. Pedro II, especialmente a partir da década de 1880. As três igrejas neogóticas mais antigas do Brasil são a igreja de Nossa Senhora do Amparo em Teresina, Piauí (1852), a Matriz de Nossa Senhora da Purificação, em Bom Princípio (1871), a igreja do Santuário do Caraça, em Minas Gerais, construída entre 1876 e 1883 em substituição a uma igreja colonial e a basílica do Sagrado Coração de Jesus em Diamantina-MG (1884-1889), as duas últimas projetos do padre Julio Clavelin. Outra igreja neogótica pioneira é a Catedral de Petrópolis, começada em 1884 mas só concluída cerca de 1925, que abriga os túmulos do Imperador e sua família. No Rio de Janeiro, então capital, foram construídos muitos edifícios neste estilo a partir da década de 1880, como o pitoresco Palácio da Ilha Fiscal, construído sobre uma ilha na Baía da Guanabara entre 1881 e 1889, a Igreja da Imaculada Conceição em Botafogo (1888-1892), a Igreja Metodista do Catete (1886) e outros. O neomanuelino, variante portuguesa do neogótico, aparece por primeira vez nessa época no Real Gabinete Português de Leitura, edificado entre 1880 e 1887 no centro do Rio.
O neogótico foi muito empregado em todo tipo de edifícios seculares e militares, incluindo casas particulares, mas foi particularmente popular em edifícios religiosos. Em São Paulo capital, a primeira igreja neogótica foi a Igreja Luterana de Martinho Lutero (1906-1908), seguida uns anos mais tarde pela monumental Catedral da Sé, construída a partir de 1913 e inaugurada apenas em 1954. Entre 1930 e 1954 a Igreja de Santa Ifigênia, também em estilo neogótico, foi a catedral da cidade. Outras catedrais neogóticas incluem a Catedral de Santos (1909-1967), a Catedral da Boa Viagem em Belo Horizonte (começada em 1913), a Catedral de Vitória (1920-1970) e outras. Igrejas neogóticas tardias começaram a ser construídas até pelo menos a década de 1930, como a Catedral Metropolitana de Fortaleza, começada em 1939 e inaugurada apenas em 1978.
No Rio Grande do Sul o neogótico foi o estilo preferido para a construção de uma infinidade de capelas e templos, especialmente nas regiões de colonizações italiana e alemã, entre fins do século XIX e começo do século XX. Dentre estes são exemplos interessantes a Catedral de Caxias do Sul, começada em 1895 como igreja paroquial, e a Capela do Santo Sepulcro, na mesma cidade, Igreja Matriz de N. S. de Lourdes em Flores da Cunha, a Igreja Cristo Rei em Bento Gonçalves, a Igreja Matriz de São Pedro em Garibaldi, e a Matriz de São Luiz Gonzaga, em Veranópolis. Também a cidade de Santa Cruz do Sul, de colonização alemã, possui uma catedral com uma vigorosa e original interpretação do estilo gótico, construída entre 1928 e 1936. Outro exemplo de destaque na mesma região é a Igreja de São Sebastião Mártir em Venâncio Aires. Outros exemplos importantes são as igrejas construídas por carmelitas espanhóis, sendo uma dedicada a Nossa Senhora do Carmo em Uruguaiana, outra de mesma invocação em Rio Grande, e a Igreja de Santa Teresinha, em Porto Alegre, construída entre 1924 e 1931, todas seguindo os mesmos padrões e pureza de linhas.
Outro exemplo de catedral neogótica é a Catedral Sagrado Coração de Jesus e Cristo Rei situada na cidade de Petrolina interior de Pernambuco.  Na cidade de Feira de Santana, Bahia, há um outro exemplo de uma arquitetura neogótica, a Paróquia Senhor dos Passos, que teve o início da sua construção em 09 de outubro de 1921 e a conclusão das obras em 17 de maio de 1964.
A mais recente igreja neogótica do Brasil, é a Basílica Menor de Nossa Senhora do Rosário de Fátima, construída a partir de 2004 na divisa entre Cotia e Embu das Artes, pela associação Arautos do Evangelho.

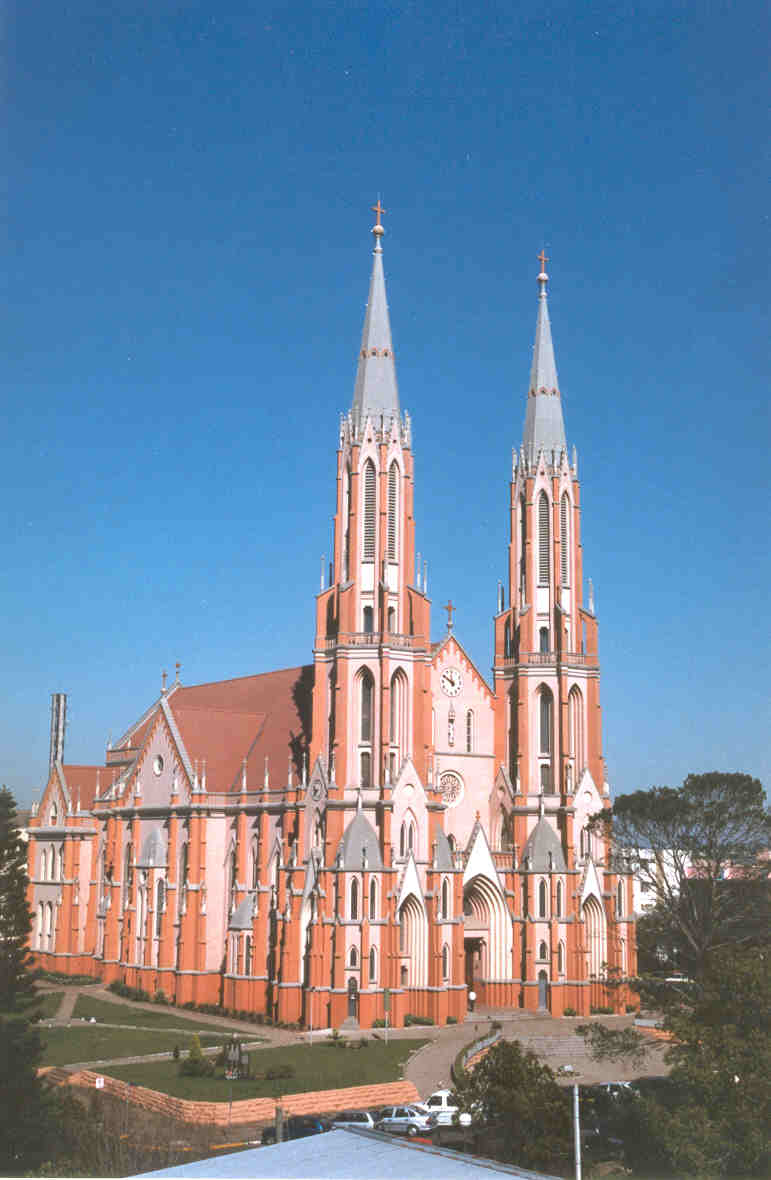
Igreja de São Sebastião Mártir, em Venâncio Aires.
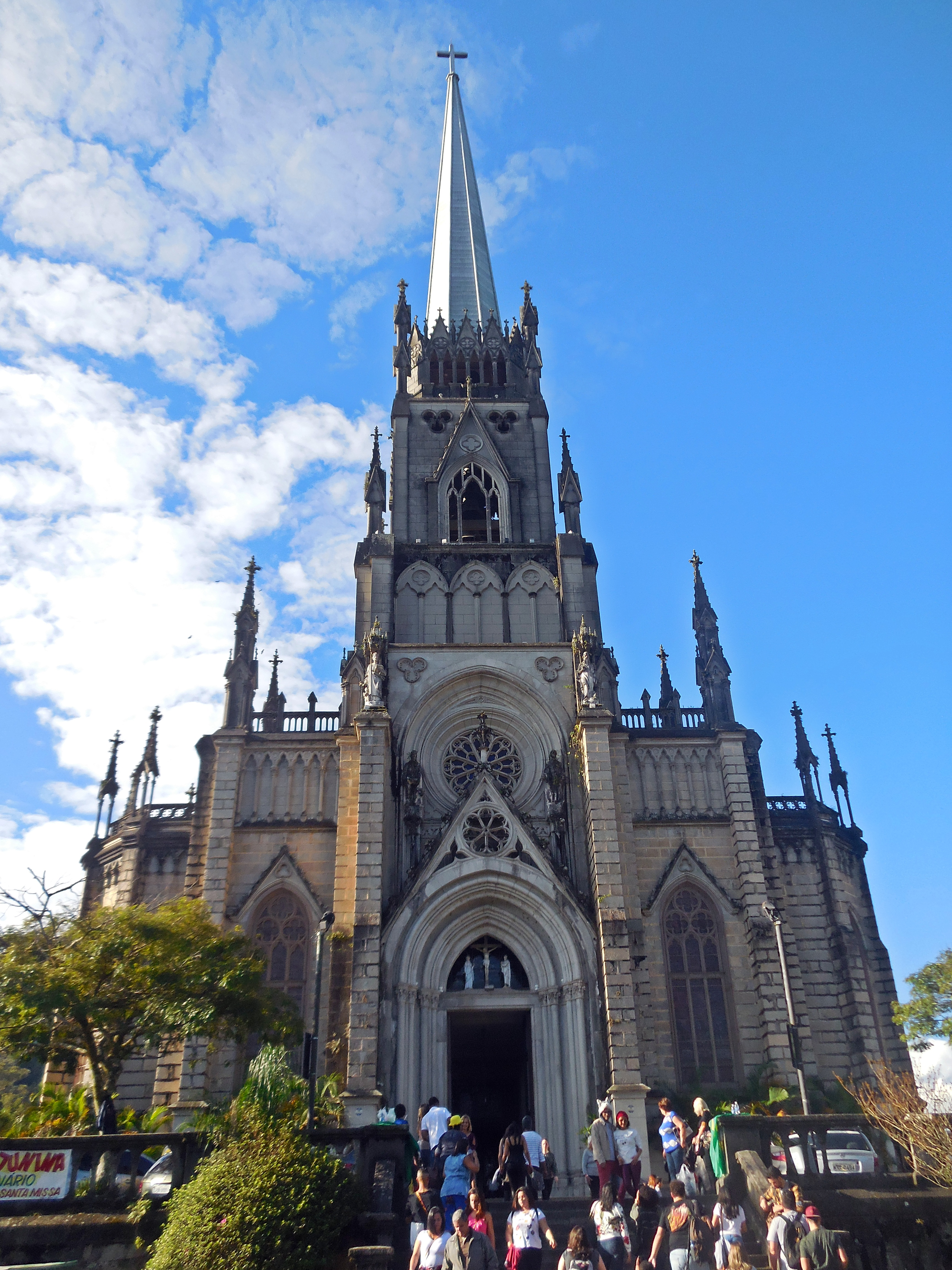
Catedral de Petrópolis, Petropólis.
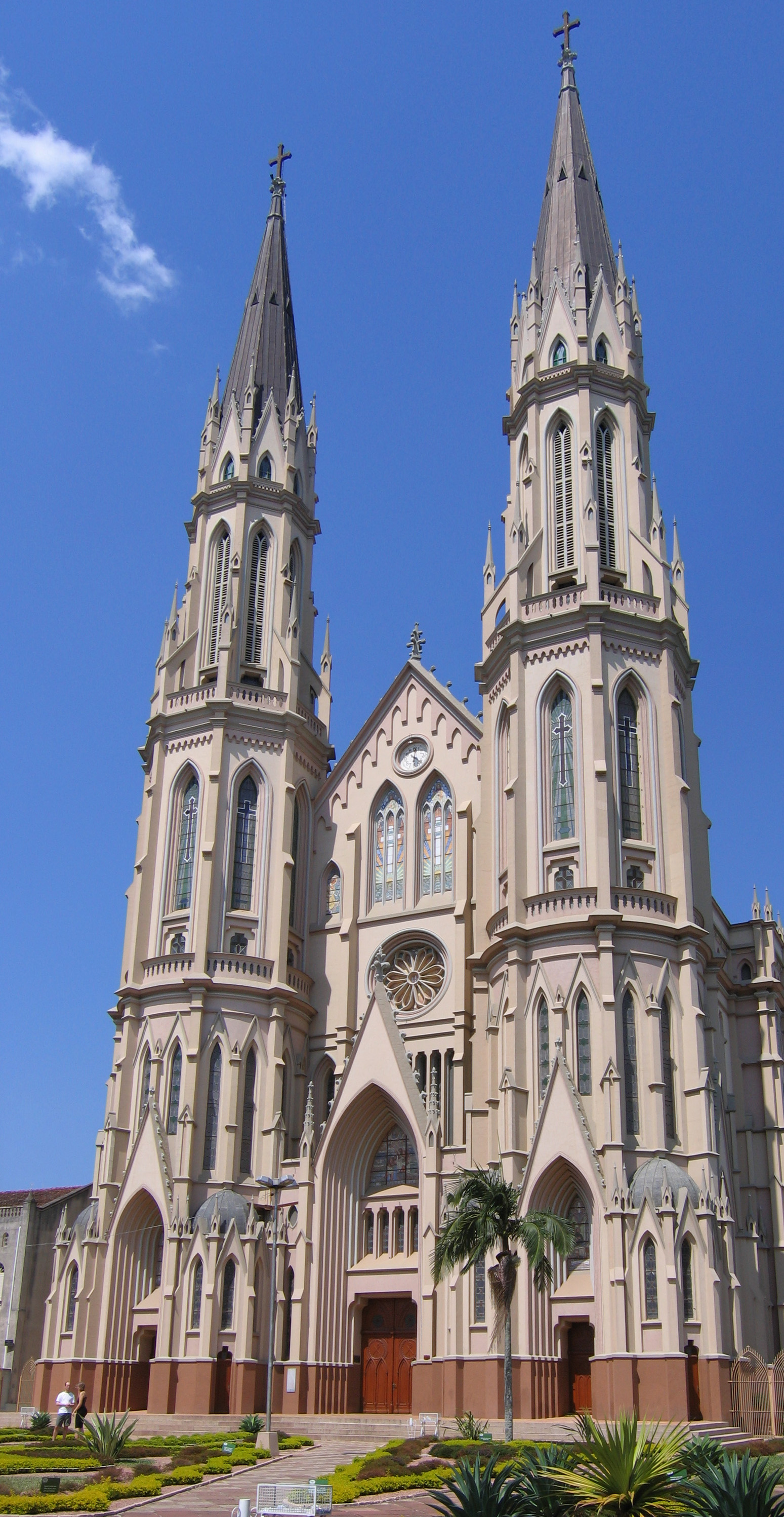
Catedral de São João Batista, em Santa Cruz do Sul.
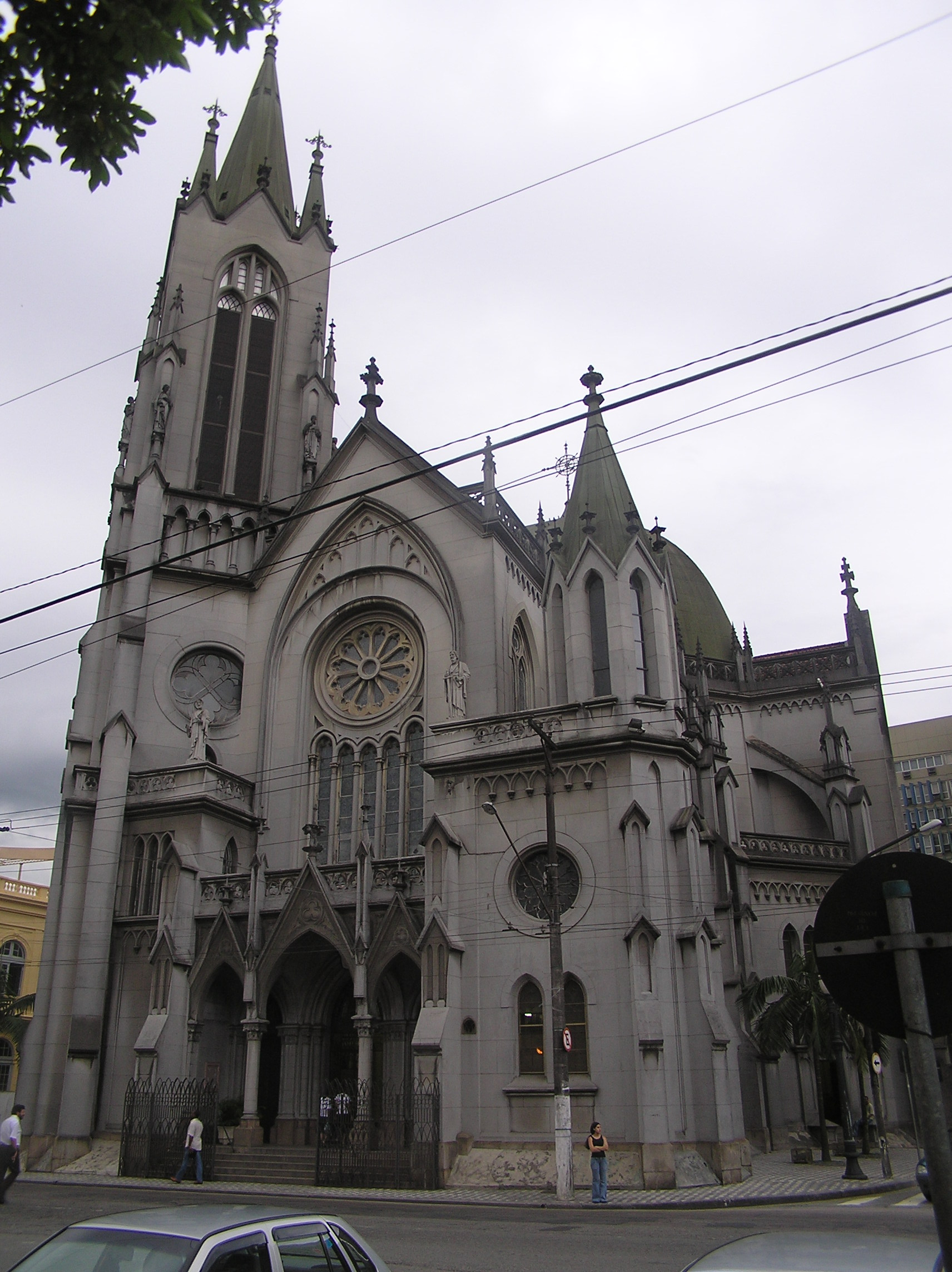
Catedral de Santos, em Santos.
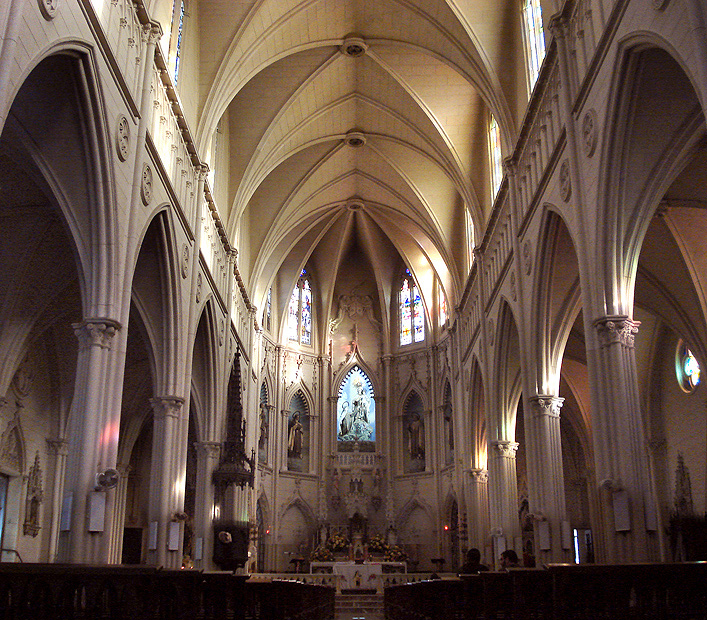
Interior da Igreja de Santa Teresinha, em Porto Alegre.
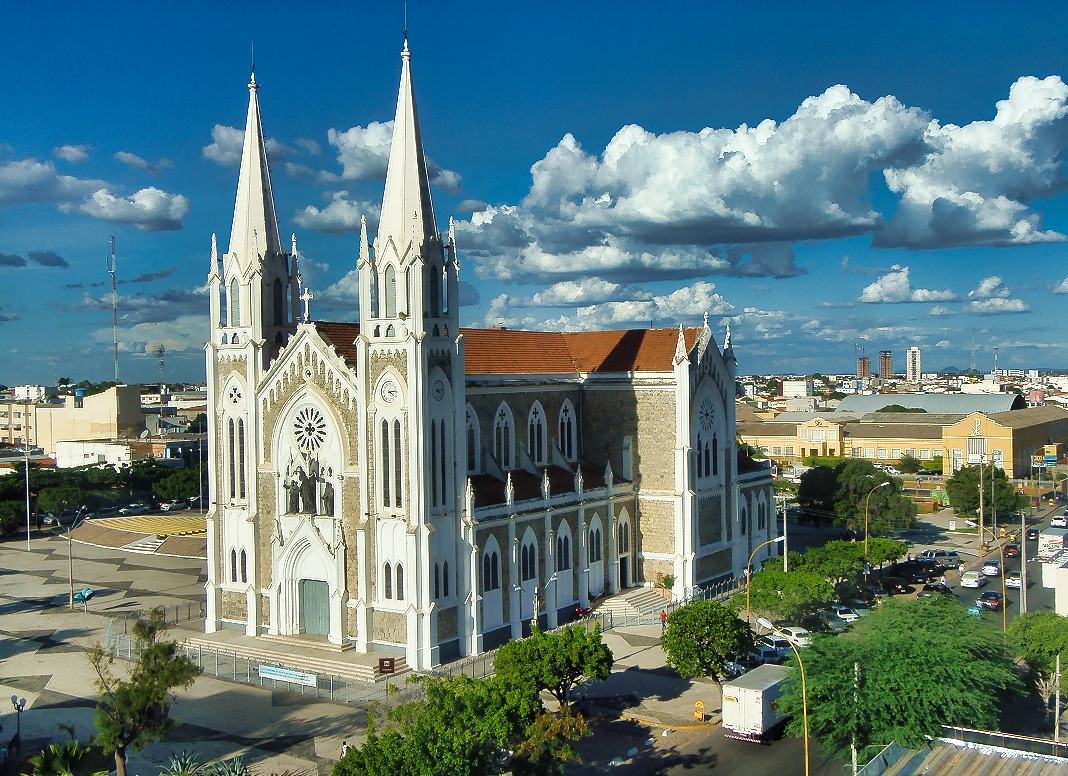
Catedral de Petrolina, Petrolina.
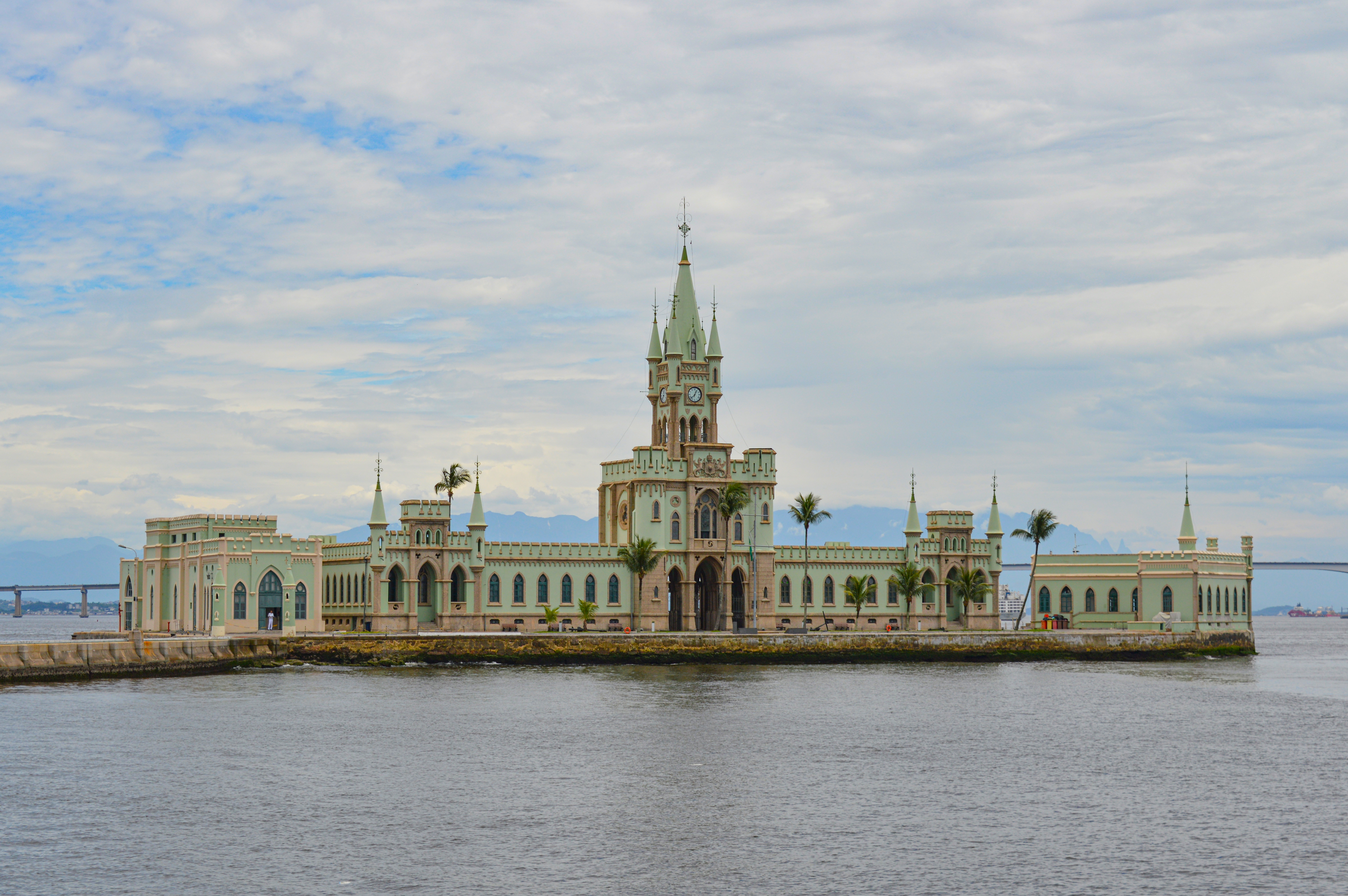
Castelo da Ilha Fiscal, Rio de Janeiro.

## Em Portugal

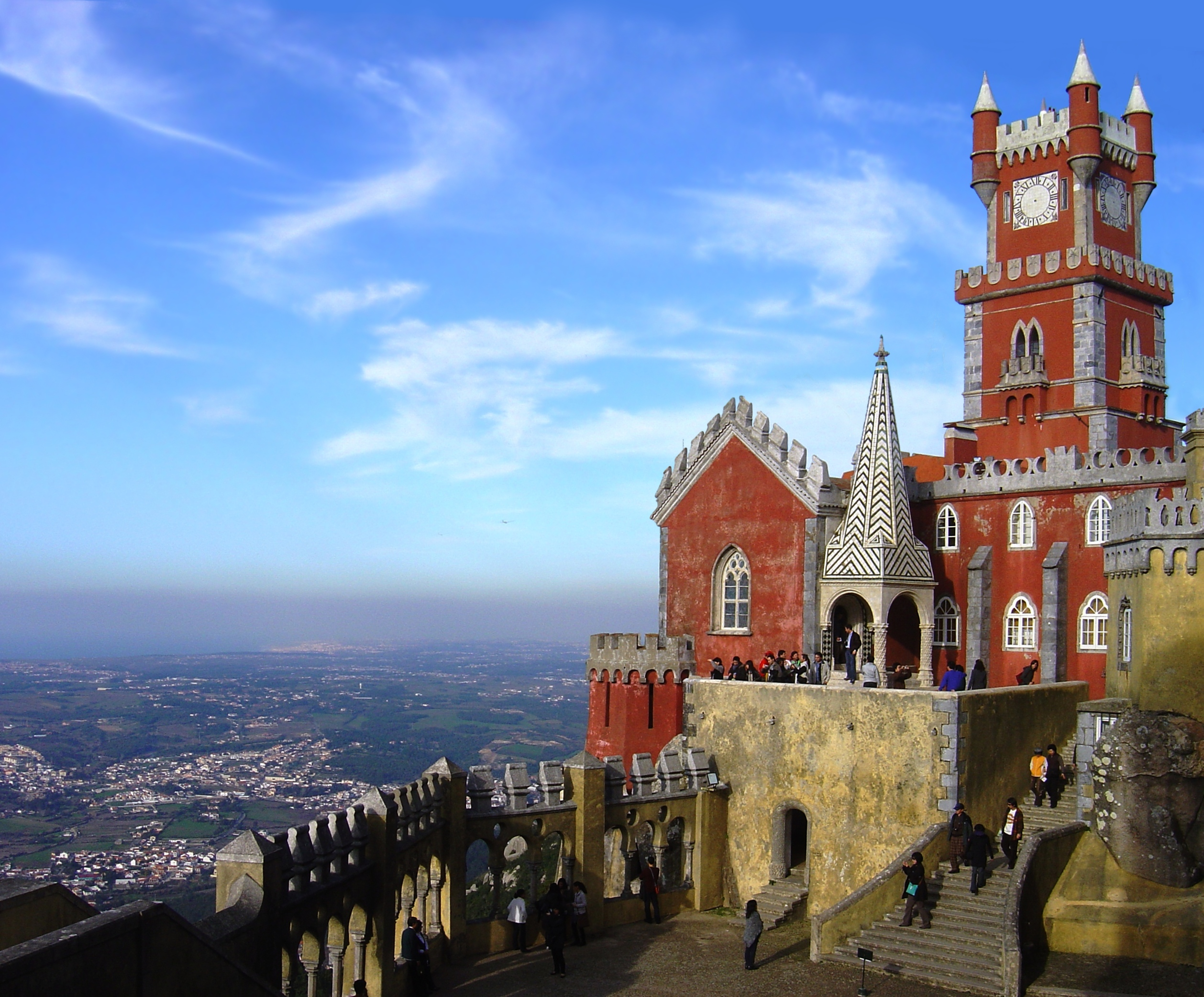
Palácio da Pena, Sintra

Em Portugal o estilo gótico dominou a arquitetura no período entre o século XIII e os inícios do século XVI. Nessa última fase, o exuberante gótico português ficou conhecido como estilo manuelino. Como em outros países europeus, a partir do século XIX vários dos antigos edifícios góticos foram restaurados e muitas vezes parcialmente recriados, de maneira mais ou menos fantasiosa, em estilo neogótico ou, no caso específico de Portugal, em estilo neomanuelino. Assim, houve várias intervenções em edifícios como a Torre de Belém, o Mosteiro da Batalha e o Mosteiro dos Jerónimos, entre outros, que tentaram recuperar o antigo brilho destes emblemáticos monumentos. O Mosteiro dos Jerónimos, por exemplo, foi alvo de um grande restauro a partir de 1867 em que foram inteiramente remodelados em estilo neomanuelino a torre sineira e o antigo dormitório dos monges.
Por outro lado, também houve edifícios construídos de raiz em estilo neogótico e/ou neomanuelino desde a primeira metade do século XIX, acompanhando o espírito romântico vigente na época. Muitas destas primeiras experiências também incorporam toques orientalistas e exóticos, com citações da arquitetura islâmica. Exemplos importantes são a Palácio de Monserrate (depois de 1858) e o Palácio da Pena (depois de 1838), ambos em Sintra, este último sendo uma mistura caprichosa entre o neogótico, o neomanuelino e o neoislâmico.
O neomanuelino transformou-se em um dos estilos favoritos em Portugal, dando origem a obras como o Palácio Hotel do Buçaco, a Quinta da Regaleira, o Palácio dos Condes de Castro Guimarães, a Estação Ferroviária do Rossio, os Paços do Concelho de Sintra e Soure, entre muitos outros edifícios. O neogótico estrito está representado em menos edifícios. Um exemplo notável é o Elevador de Santa Justa (1898-1902), em Lisboa, uma estrutura de ferro decorada com motivos góticos.